# المطبخ الجامايكي

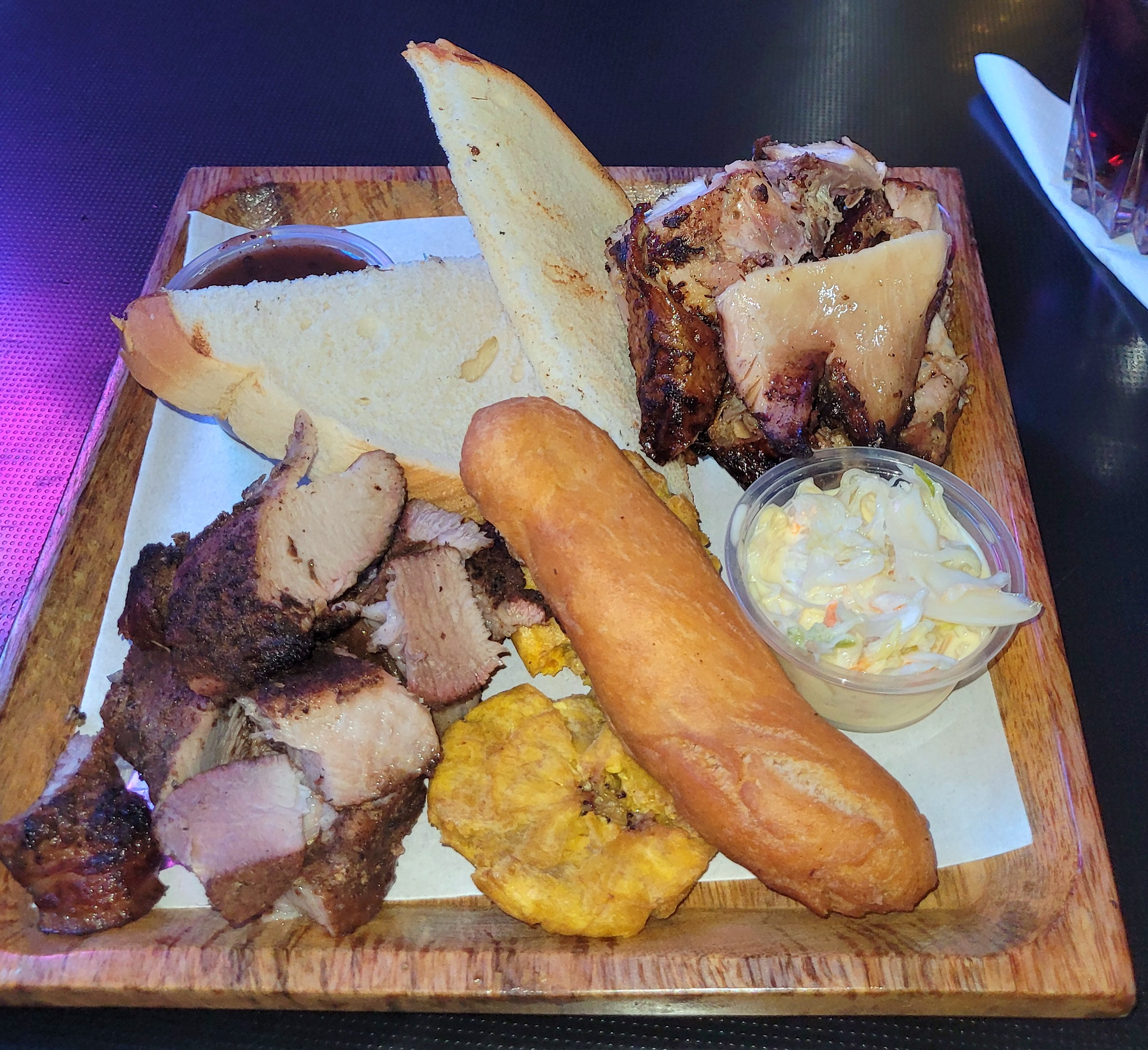
المطبخ الجامايكي - دجاج جيرك ولحم الخنزير يقدم مع خبز العجين الصلب وصلصة جيرك والمهرجان والموز المقلي والكولسلو في جامايكا.

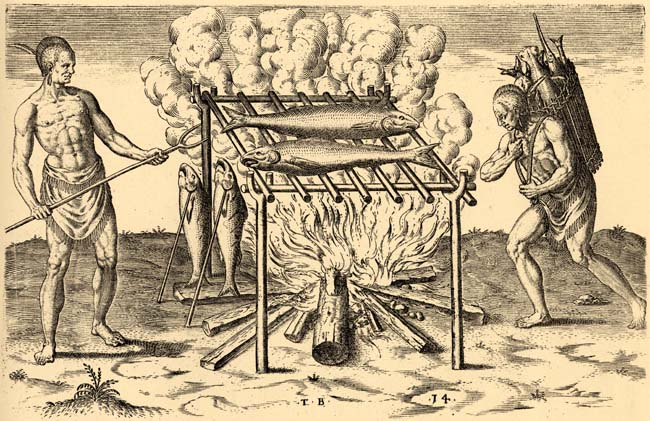
كان أهل تاينو يطبخون الأطعمة المدخنة والمشوية على مجموعة من الشوايات الخشبية.

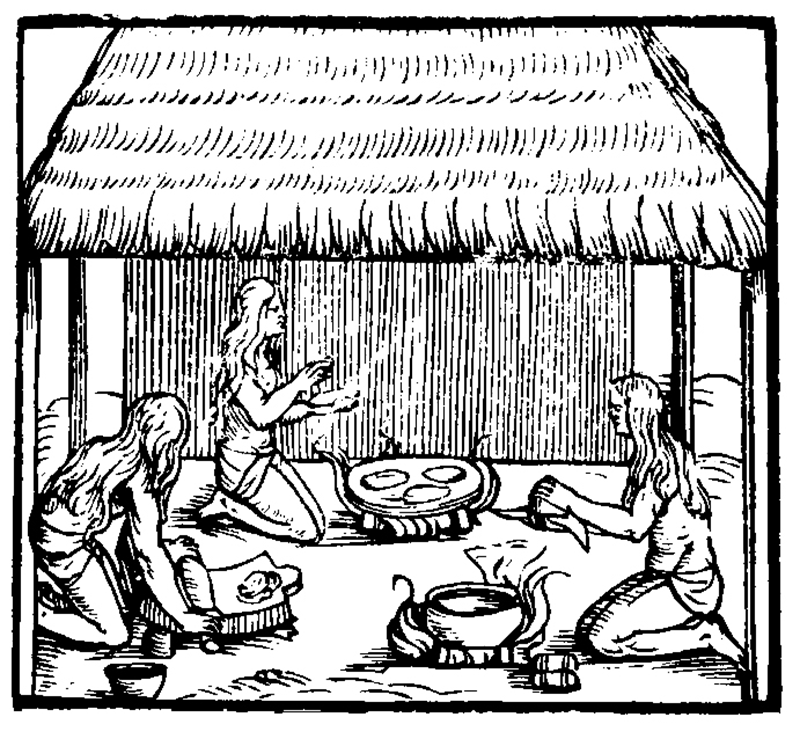
نساء التاينو (الأراواك) يجهزن البامي في القرن السادس عشر.

يتضمن المطبخ الجامايكي مزيجًا من تقنيات الطهي والنكهات والتوابل المتأثرة بالشعوب الأمريكية الهندية وغرب إفريقيا والأيرلندية والإنجليز والفرنسيين والبرتغاليين والإسبان والهنود والصينيين والشرق الأوسط الذين سكنوا الجزيرة. كما أنها تتأثر بالمحاصيل المحلية، فضلاً عن المحاصيل والثروة الحيوانية التي جلبوها إلى الجزيرة من أمريكا الوسطى وأوروبا وغرب إفريقيا الاستوائية وجنوب شرق آسيا - والتي تُزرع الآن محليًا. تتوفر تشكيلة واسعة من المأكولات البحرية والفواكه الاستوائية واللحوم.
بعض الأطباق الجامايكية هي عبارة عن أشكال مختلفة من المأكولات التي جلبوها إلى الجزيرة من أماكن أخرى، والتي تعدل في كثير من الأحيان لتشمل المنتجات والتوابل المحلية. والعديد من الأطباق الأخرى هي أطباق جديدة أو كريولية، إنشئت من خلال دمج الأطباق والتقنيات والمكونات من ثقافات مختلفة - والتي تطورت محليًا بمرور الوقت. تشمل الأطباق الجامايكية الشهيرة لحم الماعز بالكاري، والزلابية المقلية، وذيل الثور البني، والأكي، والأسماك المملحة، والجيرك. كما تحظى الفطائر الجامايكية إلى جانب المعجنات والخبز والمشروبات المختلفة بشعبية كبيرة.
انتشر المطبخ الجامايكي مع الهجرة، بين منتصف القرن السابع عشر والقرن العشرين. ساهمت مجموعات من التجار والعمال الجامايكيين، الذين استقروا في ساحل أمريكا اللاتينية ، لتأسيس الأعمال التجارية، والعمل في الزراعة وبناء السكك الحديدية والموانئ وقناة بنما، في تقديم الأطباق الجامايكية للمنطقة. كما قام الجامايكيون الذين سعوا للحصول على فرص اقتصادية في أجزاء أخرى من العالم، بنشر ثقافتهم وممارساتهم الطهوية.

## التاريخ

### تطوير المطبخ

#### تأثيرات التاينو / الأراواك

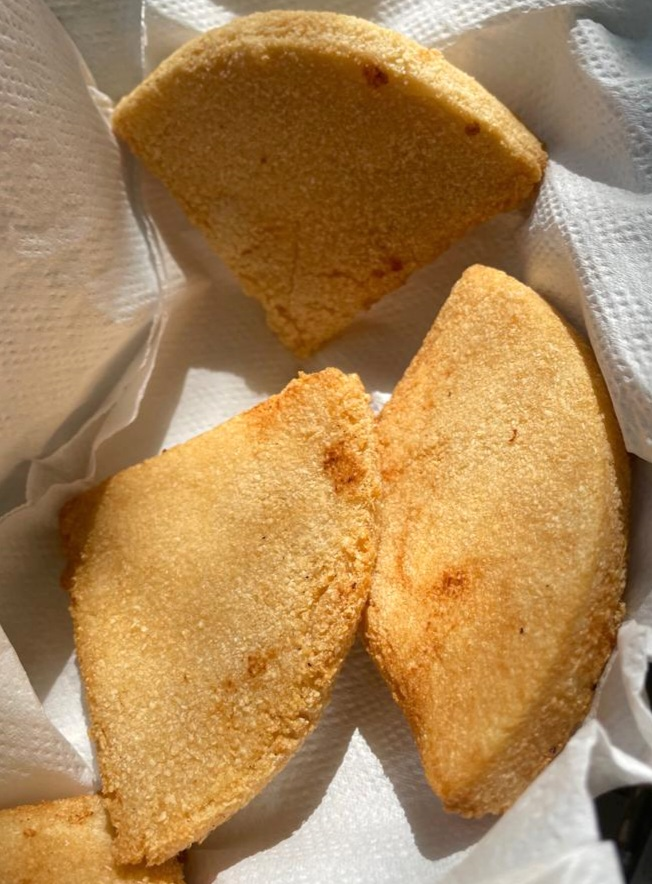
بامي

قام السكان الأصليون لجامايكا، التاينوس، بتطوير أطباق مثل لحوم الجيرك، والأسماك المشوية، والبامي، وخبز الكسافا، والفلفل الحار (المصنوع من الكالالو والفلفل الاسكتلندي). يمكن أيضًا العثور على تأثير التاينو في أطباق مثل دقيق الذرة المخفوق، والبطيخ الأحمر، وعصيدة الذرة الجامايكية، وحساء لحم البقر يوم السبت. يُعتقد أنهم احتفظوا بوعاء لتخزين اللحوم والأسماك والخضروات لإعداد الحساء.
نقلت العديد من المحاصيل المحلية والمواد الغذائية الأساسية، مثل الفلفل (فلفل اسكتلندي، فلفل كايين وأصناف أخرى) والفاصوليا (مثل الفاصوليا الحمراء) إلى جامايكا في زوارق من أمريكا الوسطى - جنبًا إلى جنب مع الذرة والبطاطا الحلوة والكاكاو والكسافا. كما قاموا بزراعة الشايوت (تشو تشو)، وجوز الهند، والقرع، والقرع العسلي، والبطاطا، والفول السوداني، والجوافة، والبطاطس، والأناناس، والتفاح النجمي، والبابايا، وغيرها من المكونات المحلية. وفقًا للمؤرخ جيمس ديلبورجو، فإن تخمير حبوب الكاكاو التي أدت إلى وصفة حليب الشوكولاتة والشاي الشوكولاتة الجامايكي التقليدي، كان يصنع على يد شعب التاينو، منذ عام 1494. وأشار أيضًا إلى استخدام الإسبان والأفارقة للكاكاو في الجزيرة.
يمكن إرجاع تقنيات الطهي مثل التحميص والشواء والتدخين والتدخين على الفحم، فضلاً عن استخدام أفران الأرض والفحم وخشب الفلفل الحلو وأوراق الموز وقشور الذرة للطهي، إلى هؤلاء الناس. تورث تلوين الطعام باستخدام الأناتو من شعب التاينو، بالإضافة إلى الأدوات التي كانت تستخدم لطحن حبوب الكاكاو والذرة والكسافا للحصول على الدقيق والبامي بالطريقة التقليدية - وتشمل هذه الهاون الحجري والخشبي والمدقات والمطاحن والمبشرات المسماة ميتاتي ومانو وجوايو /جوايو، وسلة طويلة على شكل قمع تسمى ماتابي (لاستخراج عصير الكسافا)، ومقلاة فخارية مسطحة (بورين) تستخدم لخبز خبز الكسافا.

#### التأثيرات الاسبانية والبرتغالية

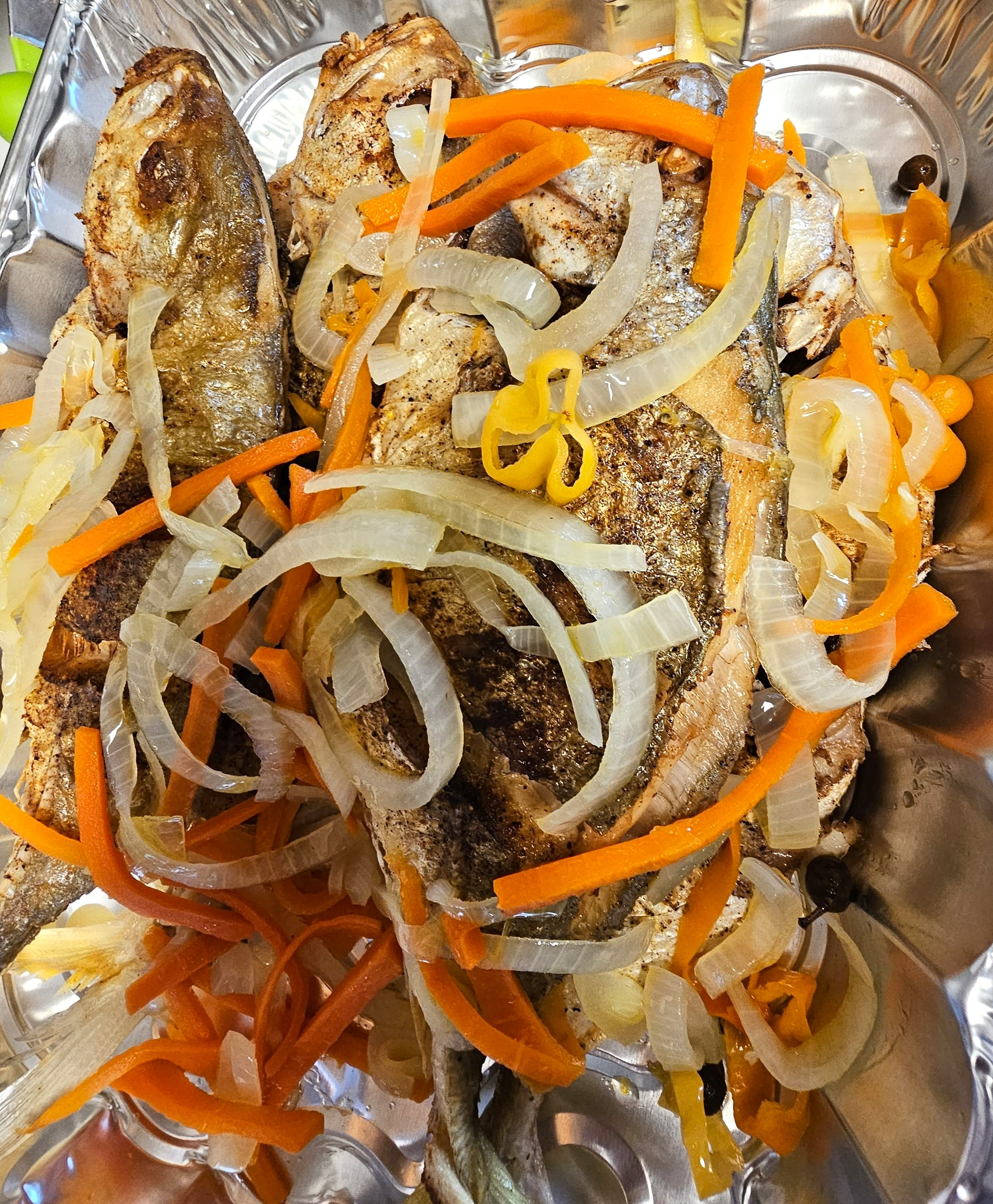
سمكة اسكوفيتش مقلية

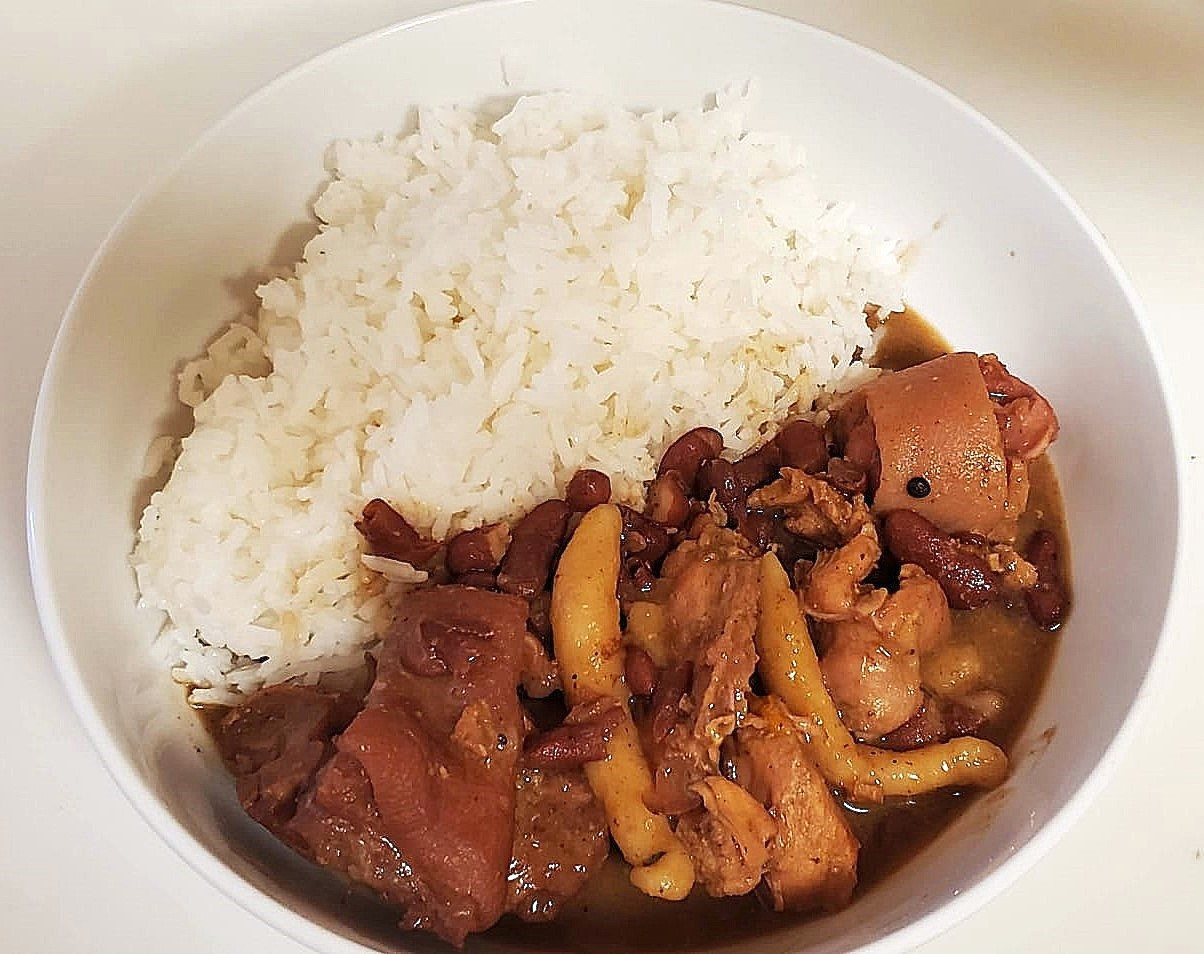
حساء البازلاء مع اللحوم المقددة

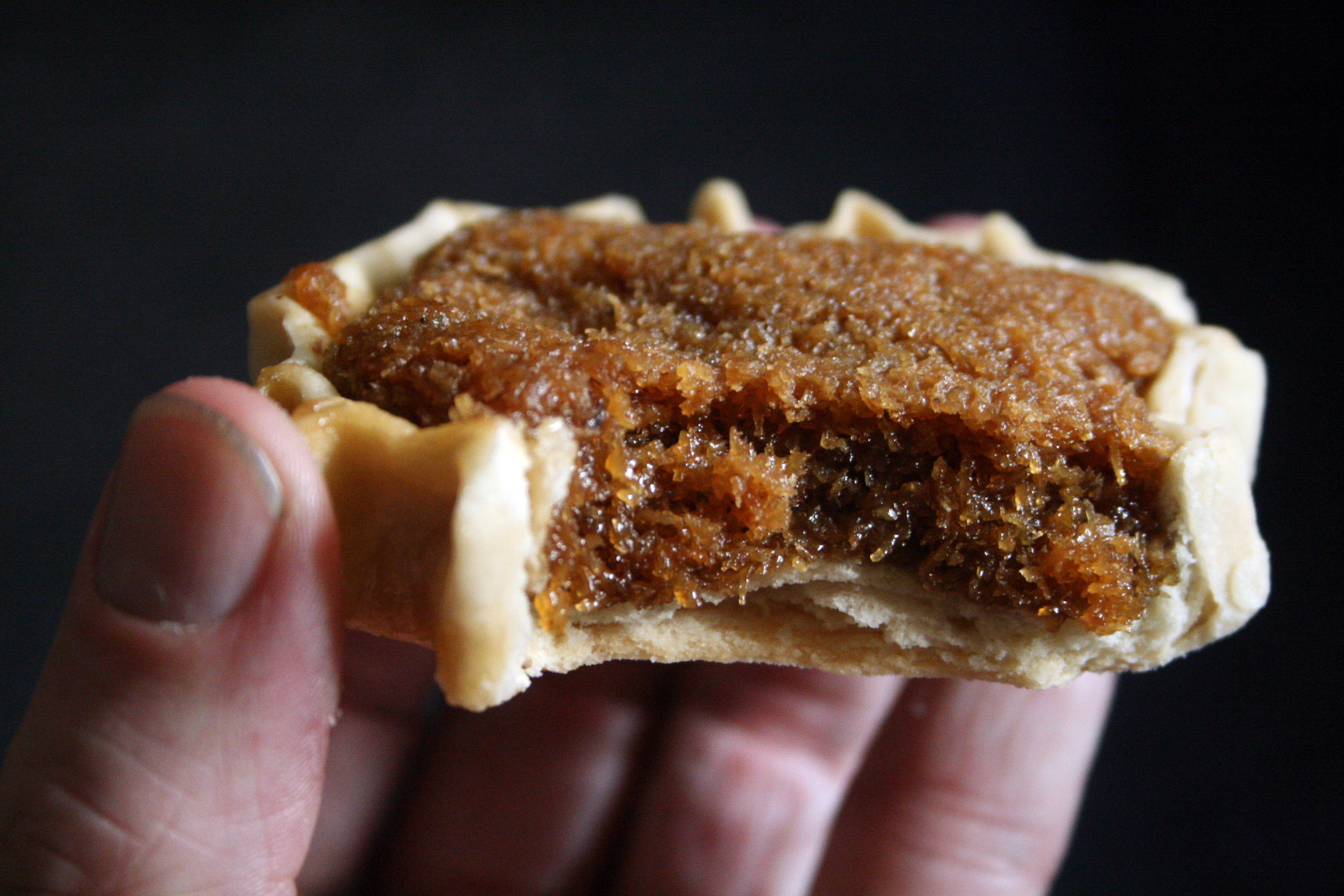
جيزادا

ساهم الإسبان، وهم أول الوافدين الأوروبيين إلى جامايكا، بالعديد من الأطباق وأدخلوا مجموعة متنوعة من المحاصيل والمكونات إلى الجزيرة، مثل الأرز الآسيوي وقصب السكر والحمضيات مثل البرتقال الحلو والبرتقال الحامض ( إشبيلية وفالنسيا) والليمون الحامض والتمر الهندي والكاكاو وجوز الهند والطماطم والأفوكادو والموز والعنب والرمان والموز والخس والجزر والتين والعديد من الفواكه والخضروات الأخرى. كما جلبوا أيضًا الماشية والماعز والخنازير وغيرها من الماشية التي تؤكل في الجزيرة، بالإضافة إلى الروم، والأعشاب والتوابل مثل إكليل الجبل والزعتر والثوم والبصل والزعتر البري والزنجبيل وغيرها.
العديد من أطباق الفاصولياء/البازلاء، واليخنات، وأطباق الأسماك والأرز التي تعد من الأطعمة الأساسية في جامايكا، نشأت في إسبانيا. تشمل المساهمات الإسبانية في فن الطهي سمك الإسكوفيتش / الإسكوفيتش بالخل (الإسبانية escabeche)، والأطباق الكريولية مثل الأرز والبازلاء، والأرز الإسباني الجامايكي، واليخنات مثل لحوم الحساء البنية (الدجاج ولحم الخنزير وقدم البقر وذيل الثور وما إلى ذلك)، وحساء البازلاء والبازلاء الحمراء مع اللحوم المقددة، بالإضافة إلى نقع الفاكهة في النبيذ للحلويات مثل كعكات الزفاف الجامايكية وعيد الميلاد. اليهود الإسبان والبرتغاليون الذين فروا من محاكم التفتيش في القرن السادس عشر، قدموا أيضًا معكرون جوز الهند، والجيزادا، والأسماك المطهوة على البخار والمقلية، وسمك القد المملح الذي يستخدم في أطباق الإفطار والطبق الوطني في جامايكا - الأكي والأسماك المملحة. لقد أصبح غذاءً أساسيًا منذ أن كان يأكله الأفارقة المستعبدون كمصدر طويل الأمد للبروتين بأسعار معقولة. ربما تأثرت الفطيرة الجامايكية، وهي فطيرة على شكل إمبنادة محشوة باللحم المتبل، بالمطبخ الإسباني والكورني. الحلويات مثل حلوى الفول السوداني / الكعك، حلوى جوز الهند، الفول السوداني الهش وكعكة المبشورة لها تأثيرات برتغالية وإسبانية، بالإضافة إلى تأثيرات أفريقية وشرق أوسطية.
كما تأثرت تقنيات الطهي والحفظ التي تشمل الطهي على نار هادئة، والقلي، والتمليح، والتخليل، ومعالجة اللحوم بالإسبان أيضًا.

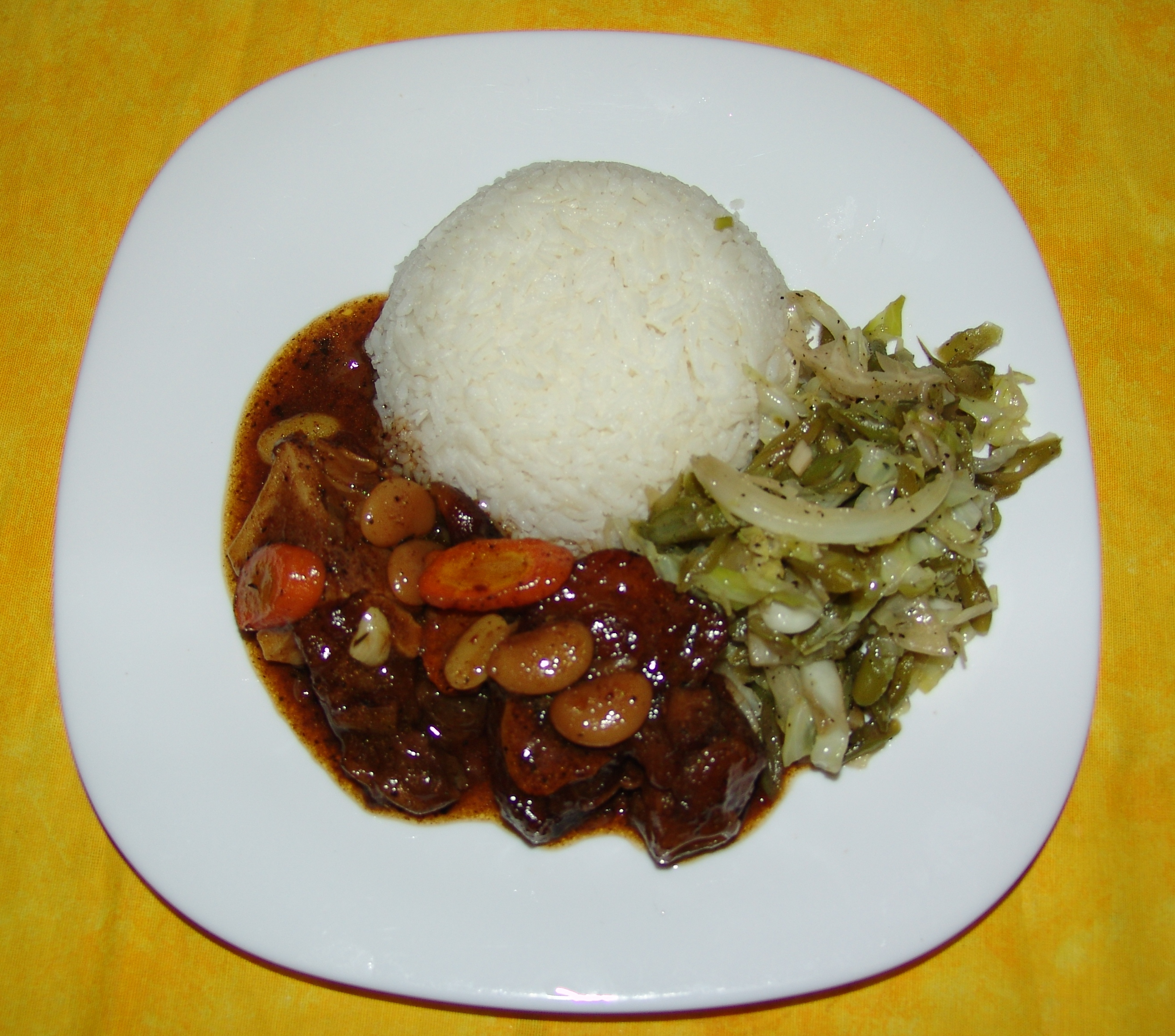
قدم البقرة والفاصوليا

#### التأثيرات الأفريقية

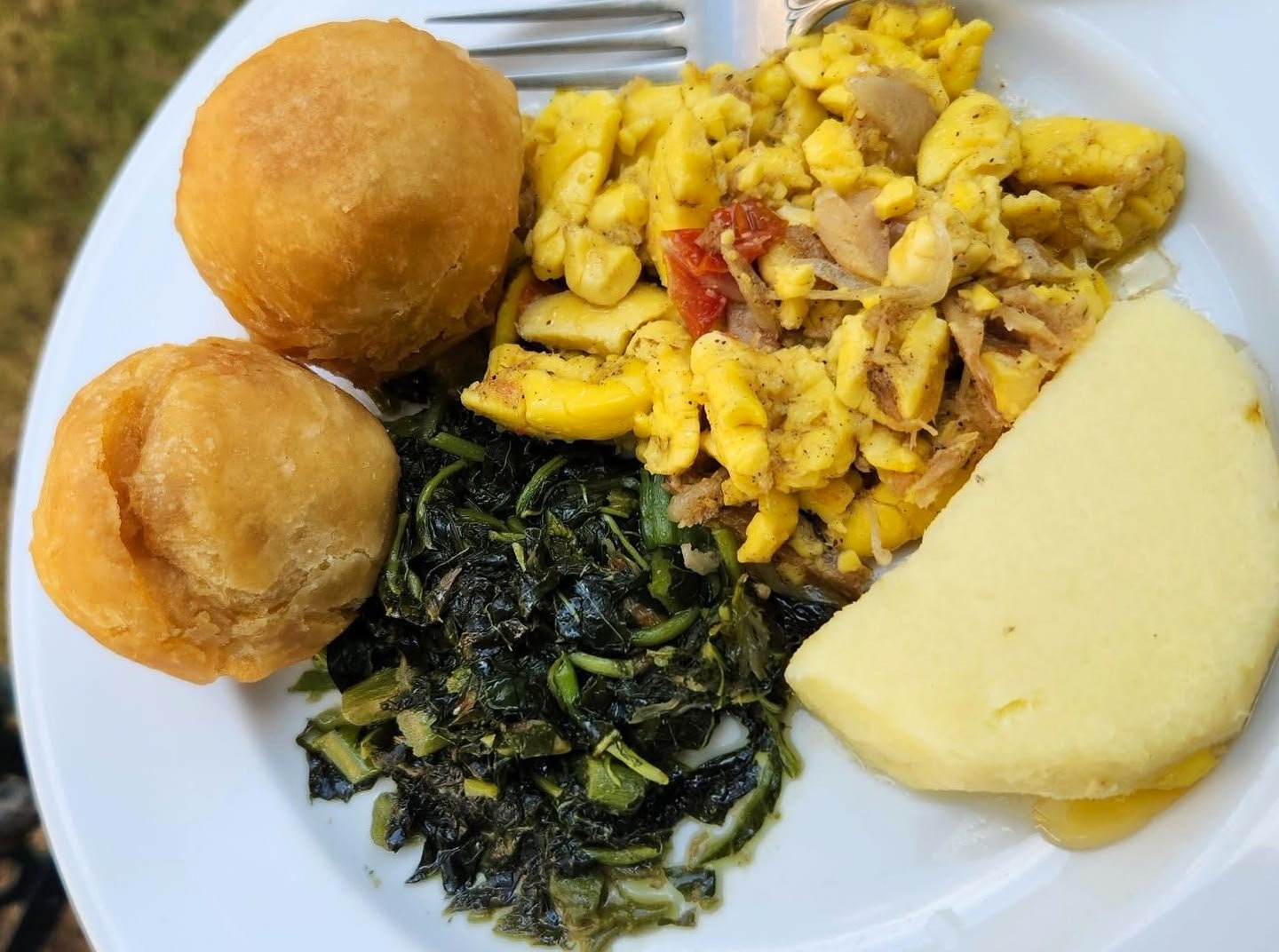
أكي جامايكي وسمك مملح، كالالو، يام وزلابية مقلية

تطور المطبخ الأفريقي في الجزيرة نتيجة لموجات العبودية والعمل القسري، مثل الكالالو من الطبق الأنغولي كالولو والبامية والقلقاس. إلى جانب الأوروبيين والهنود، ساهم الأفارقة في زراعة الأرز، والبازلاء البقرية والبازلاء الهندية (المعروفة محليًا باسم الغونجو) في الأمريكتين، وهي مكونات أساسية في بعض الأطباق المحلية. ساعدت معرفتهم بزراعة واستخدام المحاصيل التي جلبها الأوروبيون من أفريقيا ومناطق أخرى، في تشكيل المأكولات في الأمريكتين بما في ذلك مطبخ جامايكا. يمكن رؤية التأثيرات الأفريقية في الأطباق التي تحضر في وعاء واحد مثل الأرز المتبل، وأرز الكالالو، والأكي، والأسماك المملحة، ودقيق الذرة المخفوق. كما تأثرت الأطباق المحضرة من الأحشاء مثل الكرشة والفاصوليا، وحساء أقدام البقر، وحساء جلد البقر أو سمك القد البقري، وماء المانش ( حساء رأس الماعز )، بها أيضًا. لقد اعتمدوا وأضافوا استخدام بعض التوابل والمواد الغذائية المطحونة إلى أصناف مختلفة من الأطباق من ثقافات أخرى، بالإضافة إلى أطباق الكريول التي إنشئت في الجزيرة خلال العصر الاستعماري. يمكن إرجاع الحلويات الجامايكية مثل بوستامانتي باكبون أو ستاجا باك وأشام إلى الأفارقة، إلى جانب أسماء الأطعمة مثل "داكونو" و"جونجو".
في الماضي، كانت أدوات مثل الهاون والمدقة الخشبية تستخدم لطحن حبوب القهوة المجففة والمحمصة وحبوب الكاكاو، فضلاً عن استخدام أواني فخارية تسمى "يابا" لخلط الكعك أو البودنج وتتبيل أو تمليح اللحوم - وكلاهما من أصول أفريقية.

#### التأثيرات الإنجليزية والأيرلندية والاسكتلندية

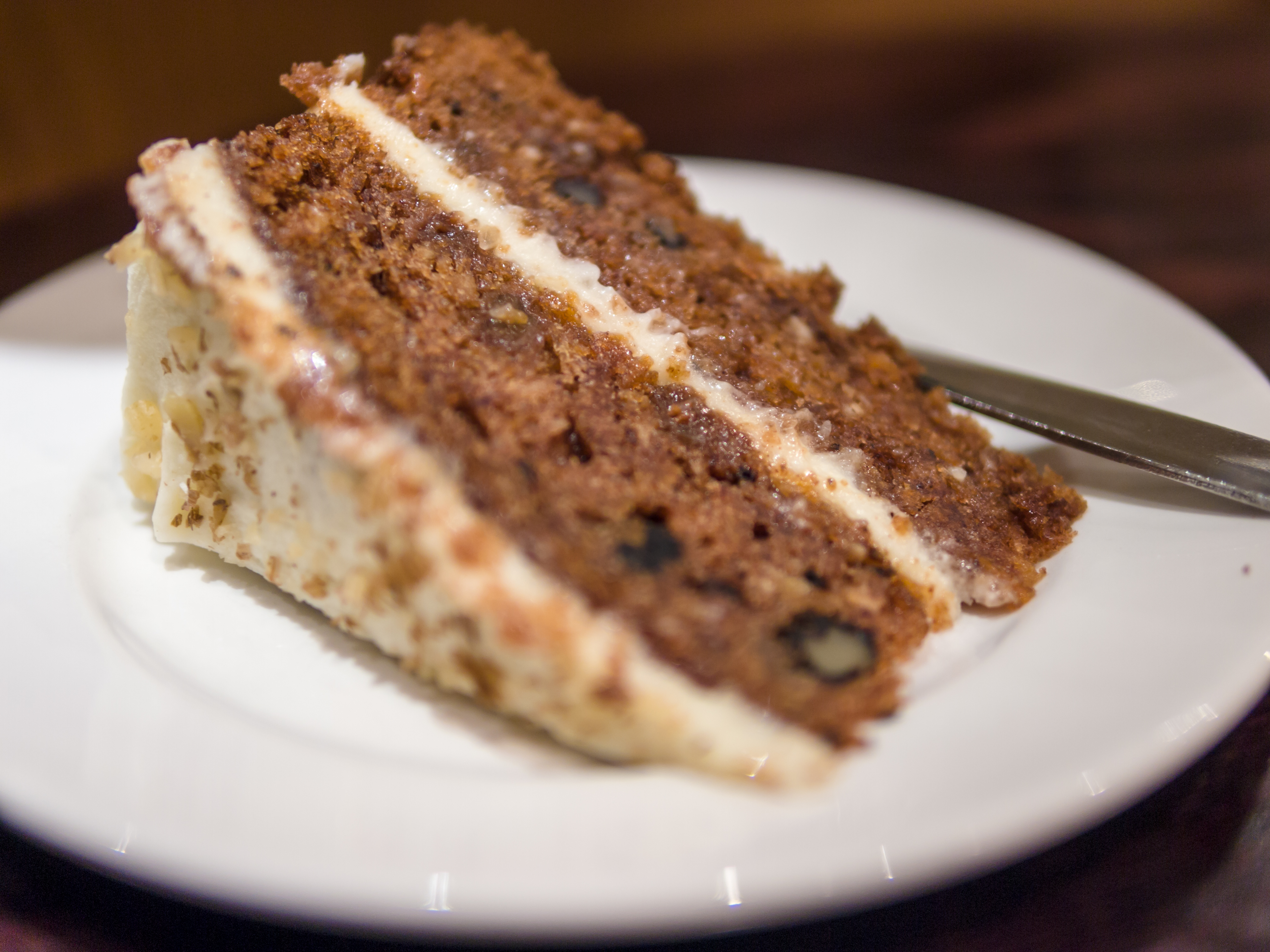
كعكة الجزر

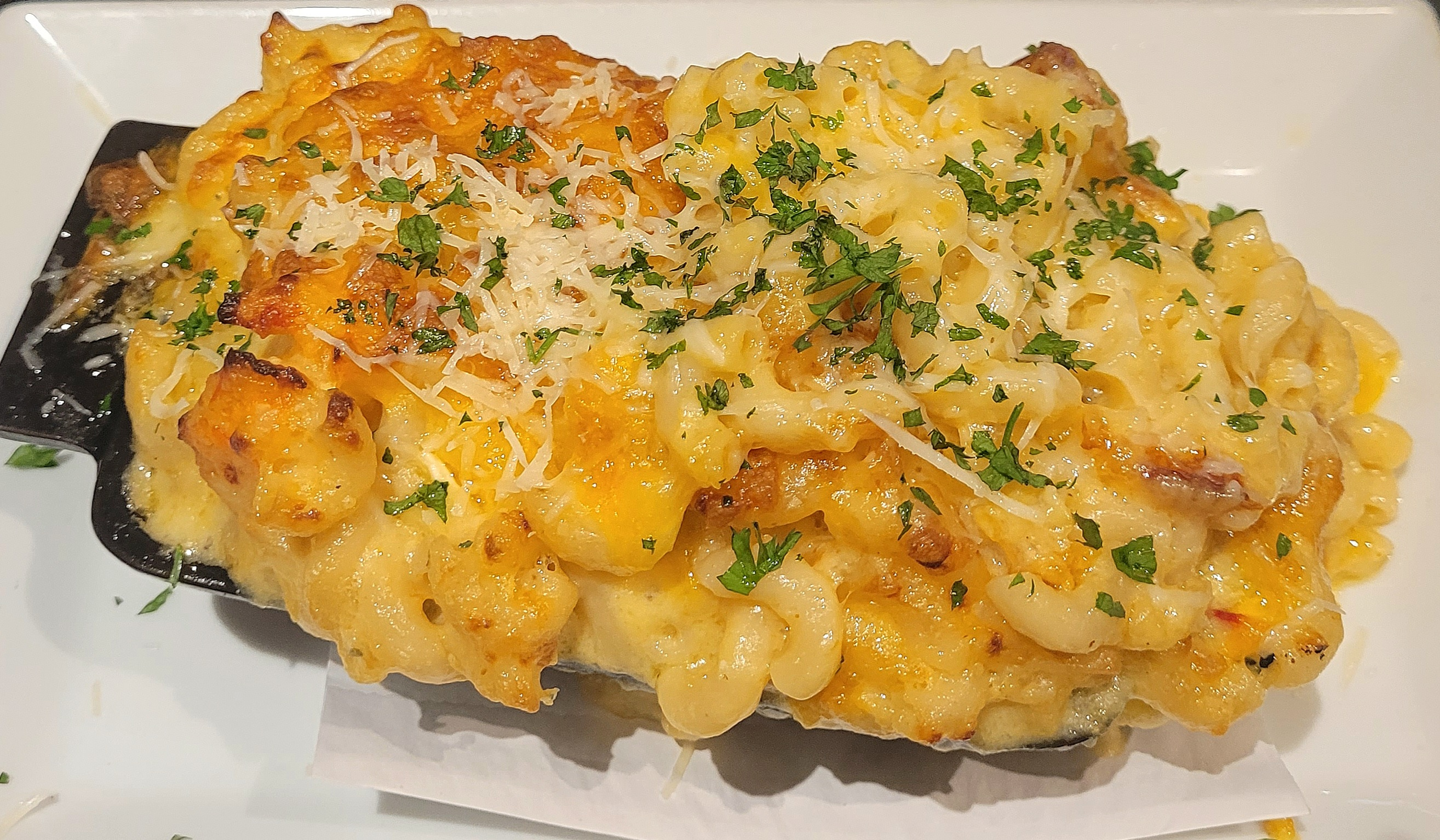
معكرونة بالجراد البحري والجبن على الطريقة الجامايكية

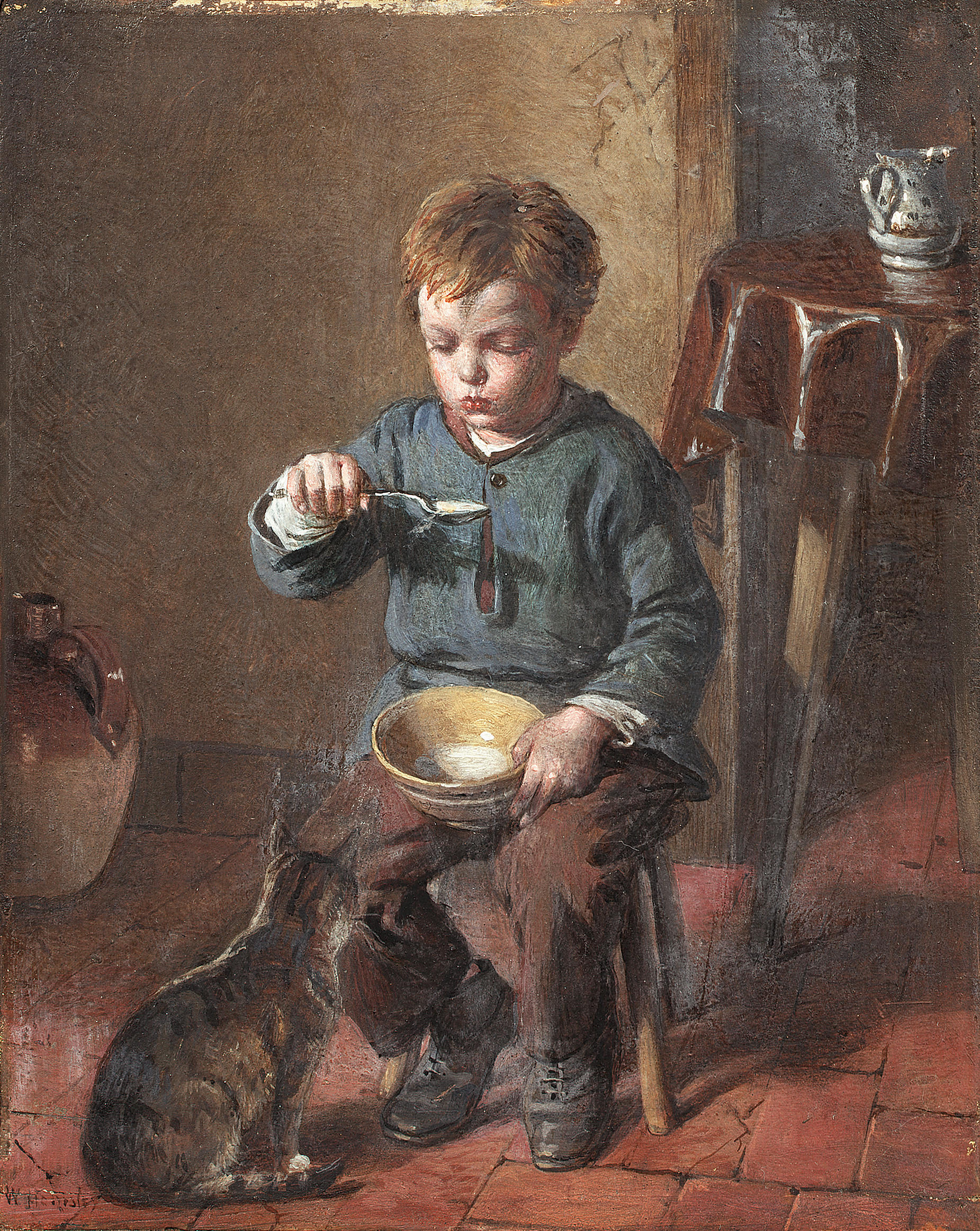
عصيدة من تأليف ويليام هيمسلي حوالي عام 1893

تأثرت المخبوزات مثل البودنج، وكعكة الصخور، وكعك الإسفنج، وكعك الفاكهة، والكعك، والخبز، والفطائر، والبسكويت، والكعك المتبل بالبريطانيين - الذين حكموا الجزيرة حتى استقلالها، بالإضافة إلى العمال المتعاقدين من إنجلترا، واسكتلندا، وأيرلندا الذين وصلوا إلى الجزيرة بعد إلغاء العبودية ليحلوا محل العبيد. على هذا النحو، فإن كعكة عيد الفصح الجامايكية والجبن، والمربى، والحلويات الأخرى مثل الحلويات والحلويات الجيلاتينية، والشاي، والمعكرونة والجبن، وبعض أطباق الكريول من العصر الاستعماري لها تأثيرات بريطانية. تُصنع في جامايكا أنواع مختلفة من اللحوم المشوية يوم الأحد، والتي تشمل اللحوم المشوية في وعاء، والبطاطس والخضروات، بالإضافة إلى أطباق الإفطار التي تشمل الفاصوليا المخبوزة (التي تبناها البريطانيون من الأمريكيين الأصليين)،. يمكن رؤية التأثيرات البريطانية في الطريقة التي يقوم بها الجامايكيون بإعداد العشاء في العطلات وأيام الأحد. تأثرت الطحالب والعصيدة الأيرلندية بالأطعمة الأيرلندية والاسكتلندية على التوالي. كما أن القلي العميق، وهي تقنية طهي تستخدم لإعداد أطباق مثل الدجاج المقلي الجامايكي، والزلابية المقلية والمهرجانات، ربما تأثرت بالاسكتلنديين، إلى جانب الإسبان والبرتغاليين.
إدخلت المحاصيل الأساسية مثل فاكهة الخبز، وتفاح أوتاهيتي، وأنواع مختلفة من المانجو، وتفاح الورد، والقهوة، والأرز ( البذور الذهبية)، والأقية والفلفل الأسود إلى الجزيرة من قبل البريطانيين. كما ساهموا في تقطير الروم، الذي قاموا بتصديره وتداوله مع الدبس مقابل الدقيق ولحم الخنزير والأسماك المخللة. بالإضافة إلى ذلك، يمكن إرجاع ظهور وتطوير أنواع من البيرة مثل ستاوت، وبورتر، وإيل إلى البريطانيين. يمكن العثور على تأثيرهم في حلوى بوستامانتي الحلوة التي تشبه التوفي في جامايكا.
بسبب هجرة المستوطنين البريطانيين، والجامايكيين الأفارقة المحررين والمستعبدين، والجامايكيين الكريول إلى ساحل أمريكا الوسطى، بين القرنين السابع عشر والعشرين، قدموا الأطباق الجامايكية، بعضها متأثر بالبريطانيين، إلى بليز والساحل الكاريبي لكوستاريكا ونيكاراغوا وبنما وهندوراس وغواتيمالا وسان أندريس وبروفيدنسيا وسانتا كاتالينا.

#### التأثيرات الهندية

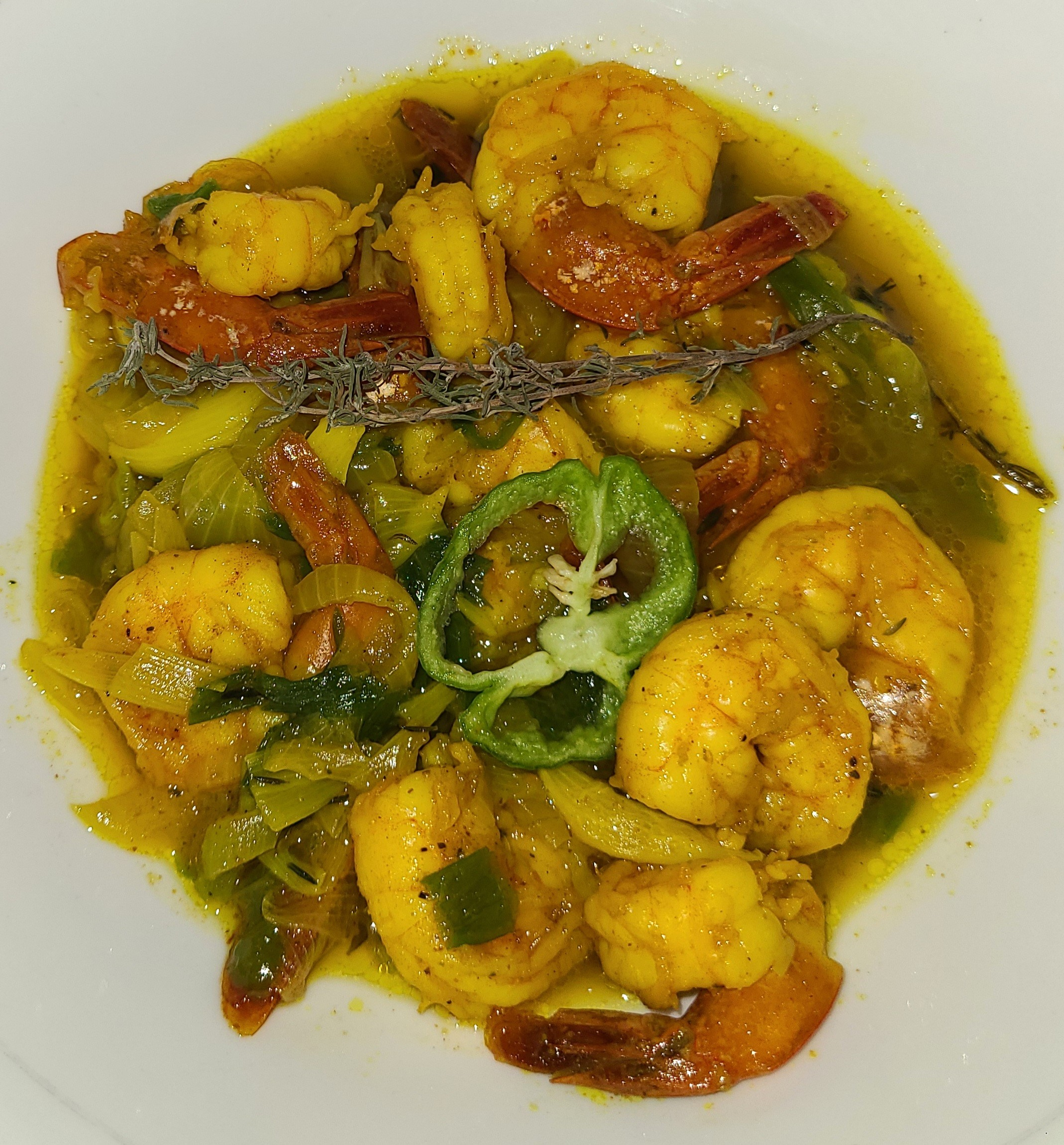
جمبري بالكاري

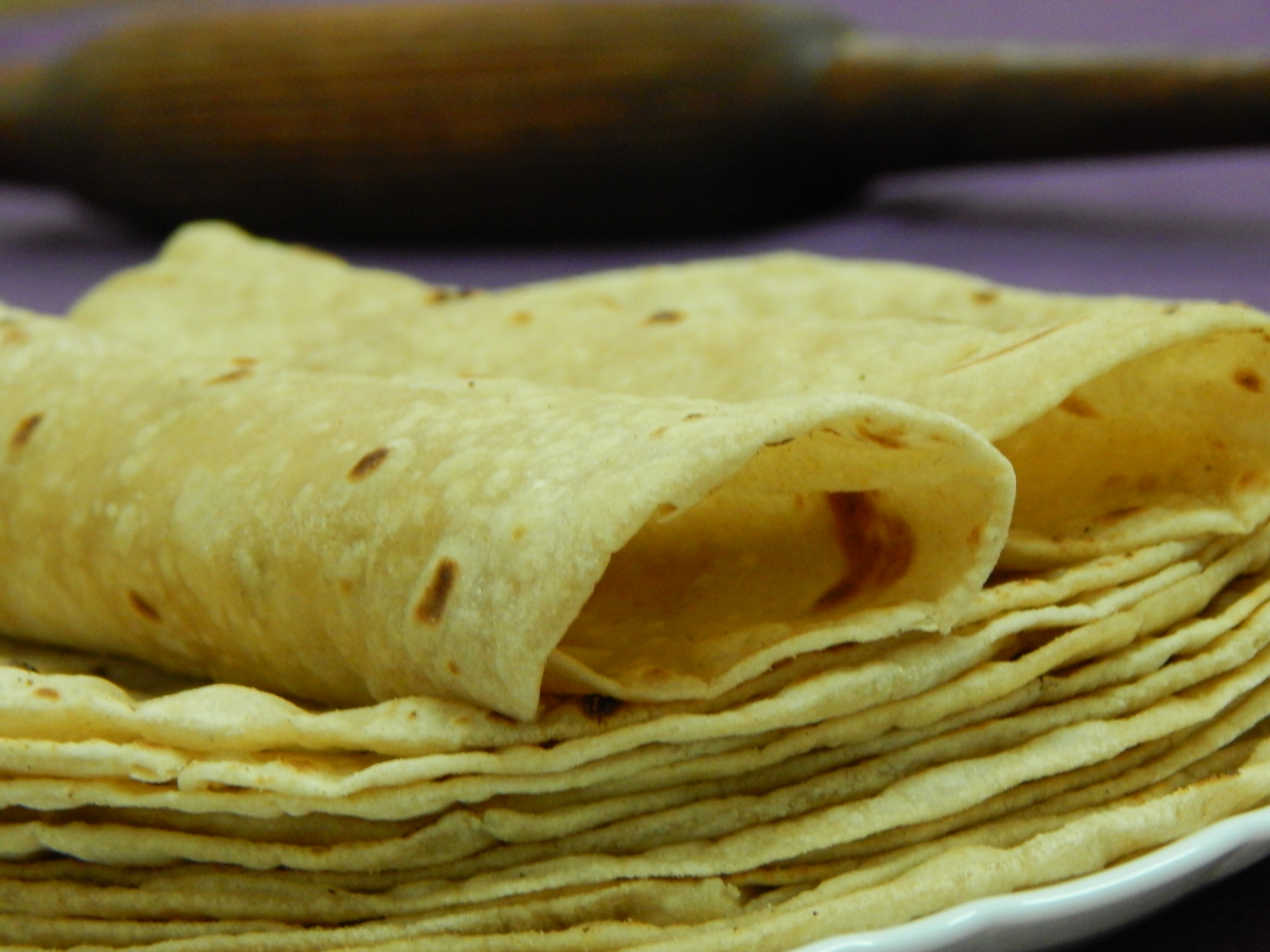
روتي

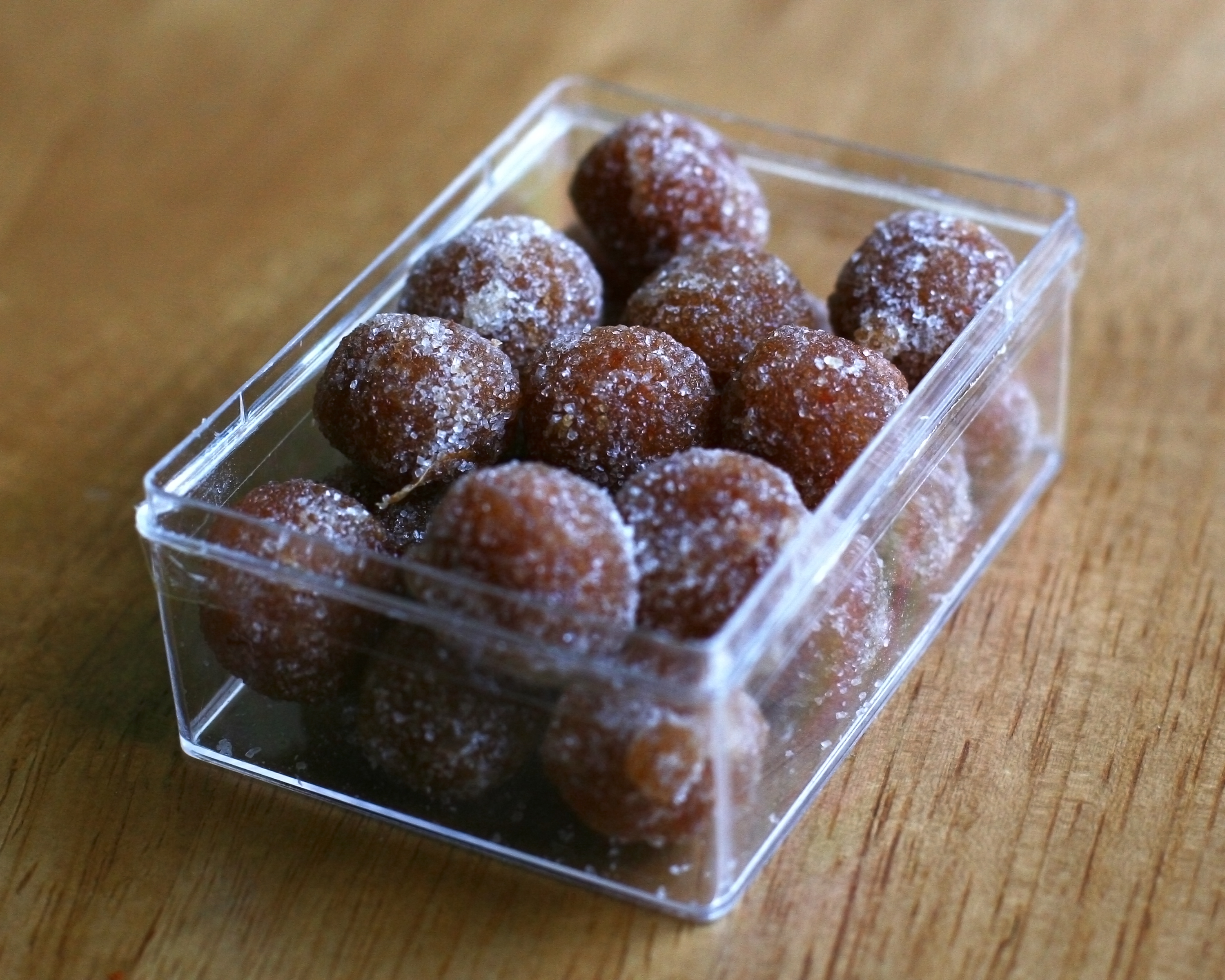
كرات التمر الهندي

خلال فترة العمل بالسخرة، هاجر عمال آخرون إلى جامايكا من الهند، والصين، وألمانيا وجزر الأزور في البرتغال. وبالتالي، يمكن العثور على تأثيرات شرق الهند في المطبخ الجامايكي مثل الروتي، وأطباق العدس مثل الدال والكالالو ومجموعة متنوعة من أطباق الزنجبيل والكاري. جلب الهنود الكاري والكركم إلى جامايكا، والتي تعدلت لإنشاء مسحوق الكاري الجامايكي، وهو مكون رئيسي في أطباق مثل لحم الماعز / الضأن بالكاري والدجاج والمأكولات البحرية (الروبيان والكركند وسرطان البحر والأسماك والمحار). يمكن أيضًا العثور على التأثيرات الهندية في أطباق الباذنجان، البيلاو، المانجو غير الناضج المخلل (مع الملح والفلفل)، <i id="mwAwo">تشوكا</i> السمك المملح المحمص، أطباق التاكاري (مع البطاطس والمانجو واليقطين)، الفولوري والحلويات التي تعدلت مثل الجولجولا والخورما. إلى جانب التوابل، أحضروا الجاك فروت، والخوخ، والتمر الهندي، والبانيان، والأزداريختا، والبليمبي (ويسمى أيضًا كامرانجا محليًا) - والذي يتخلل ويقدم كمخلل. في حين أن التأثيرات الهندية موجودة في بعض أطباق الكريول الجامايكية أو الأطباق المختلطة، والأطباق النباتية في المطبخ الإيطالي (التي أعدها أتباع الراستافاريون الجامايكيون)، فإن بعض الأطباق المذكورة أعلاه (مثل الحلويات والمخللات) وطهي الجاك فروت غير الناضج وبراعم الخيزران (والتي أصبحت أطباق نباتية شهيرة دوليًا)، لا تعد على نطاق واسع من قبل جميع السكان المحليين. كما تشغل المطاعم الهندية في الجزيرة من قبل المهاجرين الهنود الأحدث (وليس الهنود الجامايكيين)، والتي تقدم نكهات من الهند تختلف عن المطبخ الهندي الجامايكي.
تبنوا مقلاة حديدية مسطحة تسمى تاواه، والتي تستخدم لصنع الخبز المسطح، من الهنود. وعاء الكاراهي، الذي يستخدمه أيضًا الجامايكيون الصينيون، نشأ في الهند. كان الهنود أول من تمكن من زراعة الأرز في جامايكا، حيث أسسوا أول مطحنة أرز ناجحة في الجزيرة في تسعينيات القرن التاسع عشر، وسيطروا على إنتاج الخضروات في الجزيرة حتى أواخر الأربعينيات من القرن العشرين.

#### التأثيرات الصينية

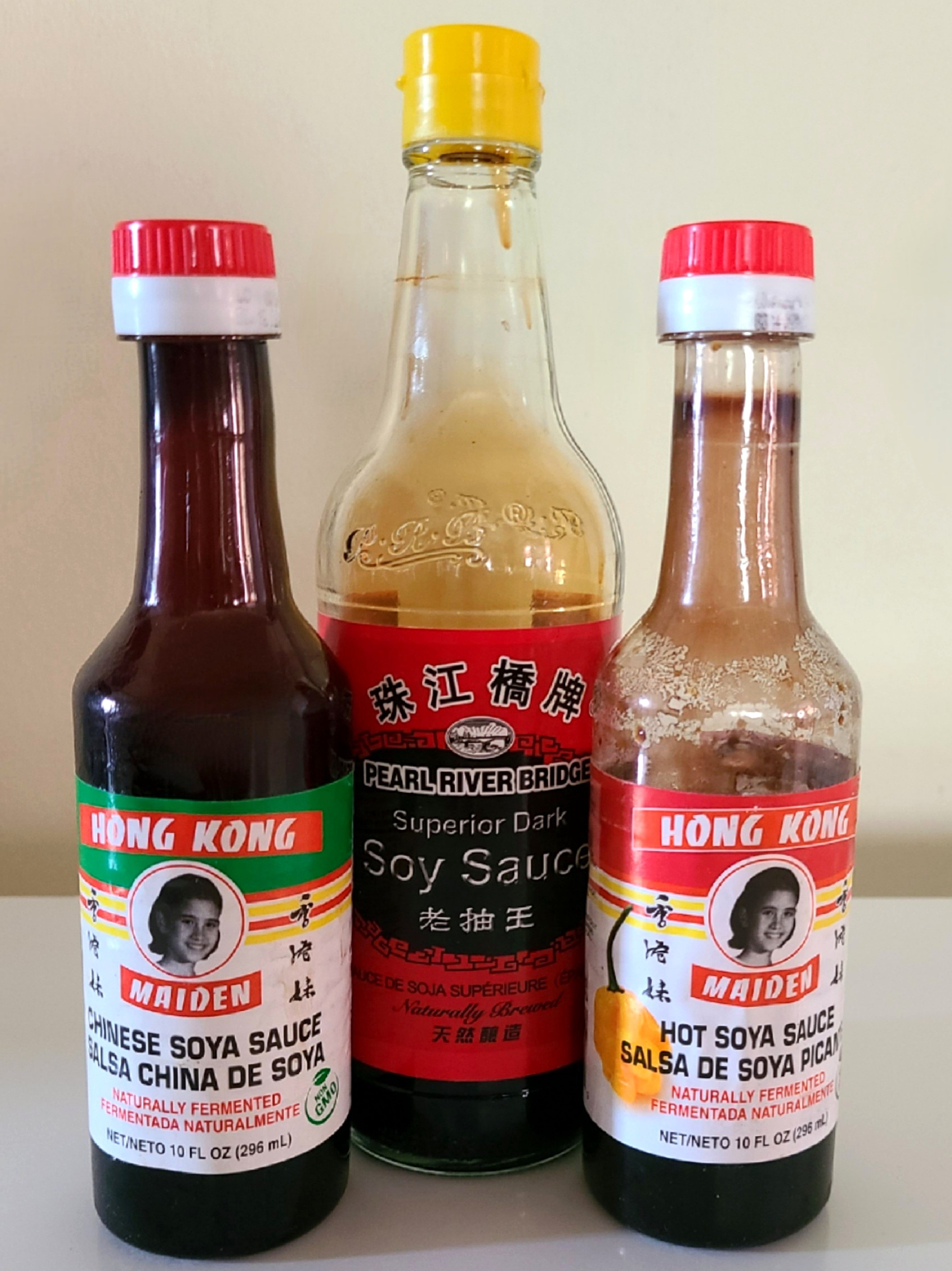
صلصة الصويا الجامايكية والصينية - واحدة منها هي صلصة اسكتلندية.

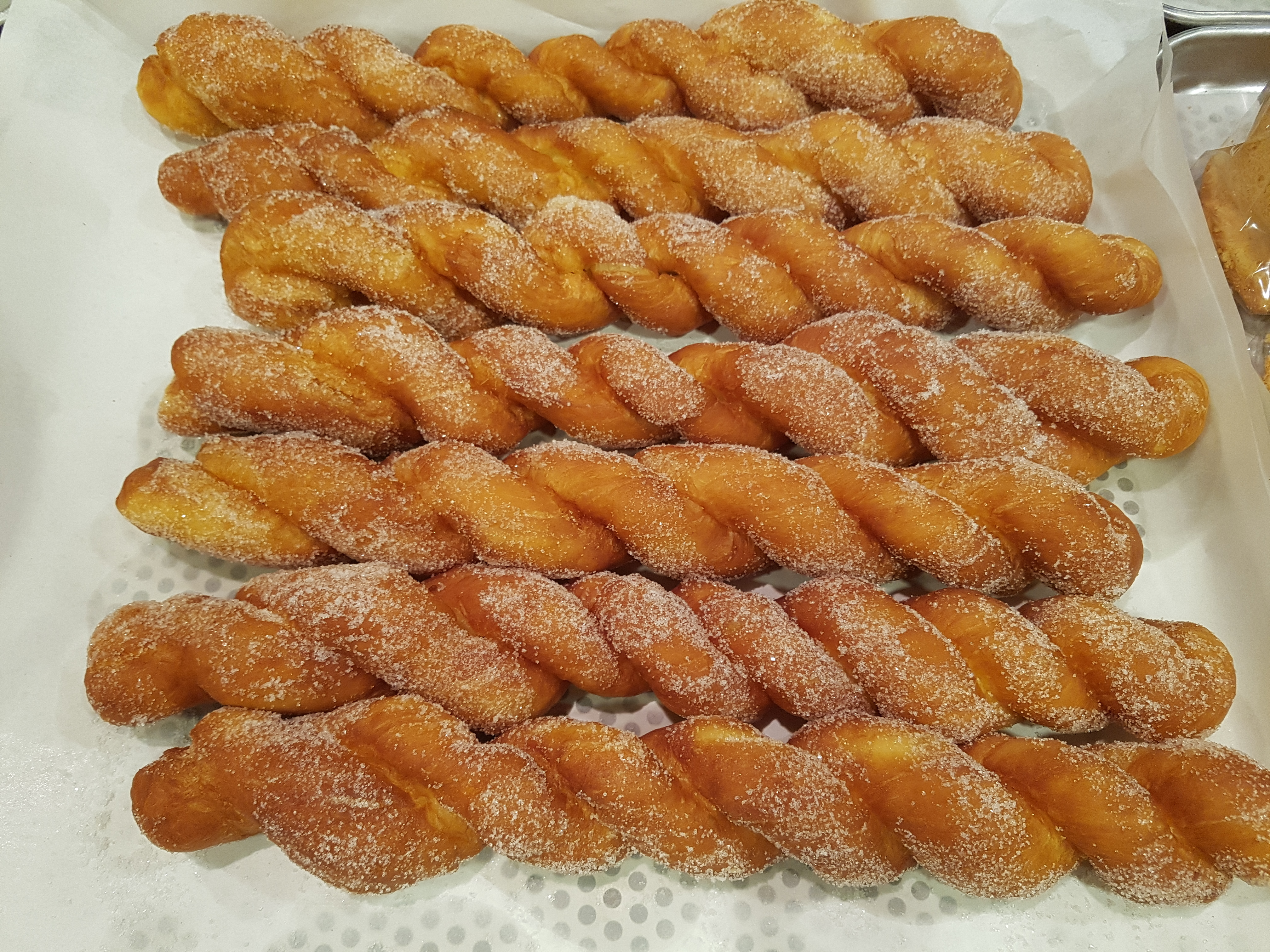
دوناتس ملتوية

كما ساهم العمال الصينيون، ومعظمهم من هاكا، الذين وصلوا أثناء فترة التعاقد، في المطبخ الجامايكي. يمكن العثور على التأثيرات الصينية (خاصة الكانتونية) في الأطباق التي تحتوي على الباك تشوي والفطر والخردل. عند وصولهم إلى الصين، لم تكن العديد من المكونات الأصلية المستخدمة في الصين متوفرة، واستوردوها لاحقًا، لذلك كان على الصينيين الارتجال والتكيف من أجل إعادة إنشاء أطباقهم - وعلى هذا النحو، ظهر الطعام الصيني الجامايكي. في أربعينيات القرن العشرين، استبدل التمر الهندي الجامايكي بالبرقوق الحامض الصيني، وهو أحد المكونات الرئيسية في تحضير طبق البط الصيني الشهير. تتمثل مساهماتهم الأكثر شهرة في الطهي في خبز العجين الصلب واستخدام صلصة الصويا والزنجبيل والبصل الأخضر على اللحوم، وخاصة في أطباق الحساء البني الجامايكي وأطباق الفريكاسي. كما أثروا على الأطباق الجامايكية الأخرى، وساهموا في القلي السريع، والتشاو مين، والتشوب سوي، والأرز المقلي، واللحوم/المأكولات البحرية الحلوة والحامضة، ودجاج الأناناس وغيرها - والتي يمكن العثور عليها في قوائم المطاعم المحلية غير الصينية. في جامايكا، العديد من المطاعم الصينية لديها تنوعاتها الخاصة من الأطباق الصينية، المعدلة بلمسة محلية، مثل الأرز المقلي "الجامايكي" مع السمك المملح. تشمل الأطباق الصينية المحلية التي تعد بشكل شائع دجاج المالا الجامايكي، ودجاج الفلفل الحار (لحم الخنزير ولحم البقر والروبيان)، ولحوم الشواء الصينية ذات الخمس بهارات، وسوي/سوي مين، ولو مين، و" مروحة تشوي 2 أو 3 لحوم " (والتي تتضمن مجموعة من الأطباق)، ودجاج الكاري على الطريقة الصينية، واللحوم المطبوخة في صلصة الفاصولياء السوداء، والروبيان، والدجاج أو لحم البقر والبروكلي وغيرها. كما ساهموا أيضًا في التوابل مثل صلصة المحار وصلصة هويسين وصلصة حلوة وحامضة وصلصة الساتيه وصلصة الصويا المنقوعة في السكوتش بونيه وزيت السمسم وأنواع مختلفة من المعكرونة. الكعكة الملتوية الجامايكية (نوع من الماهوا) وكعكة القمر من أصل صيني.
كما قدم الصينيون وعاءً من الحديد الزهر يسمى "كاراهي صيني" (وعاء ووك على الطراز الكانتوني)، جنبًا إلى جنب مع مقلاة باو وتقنية القلي السريع. كما أتقنت العائلات الصينية الجامايكية أيضًا صنع الفطائر الجامايكية، والتي قاموا بتسويقها محليًا في الستينيات والسبعينيات - مما ساهم في شعبية الطبق والطلب عليه.

#### التأثيرات الفرنسية

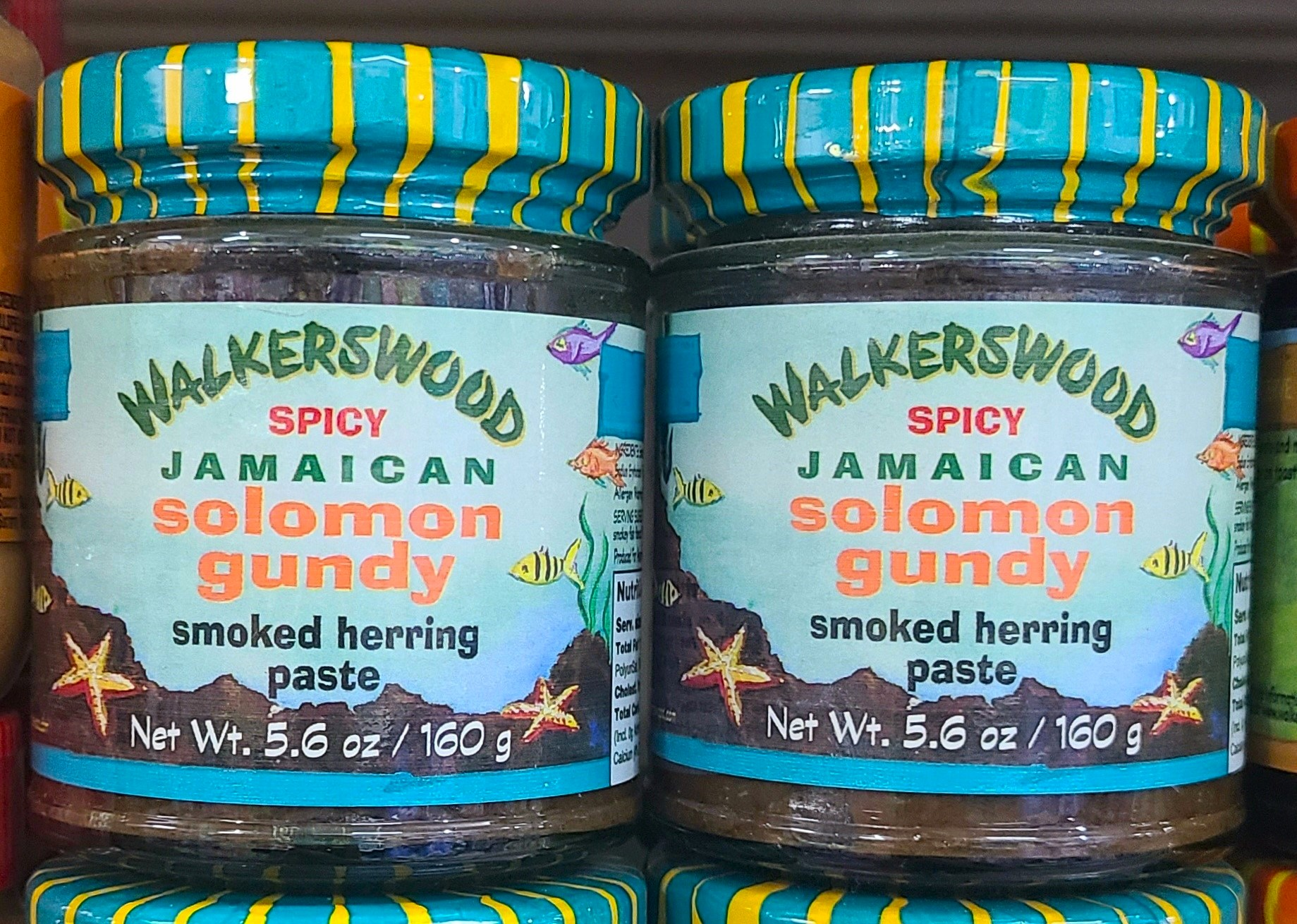
باتيه الرنجة المدخنة على الطريقة الجامايكية

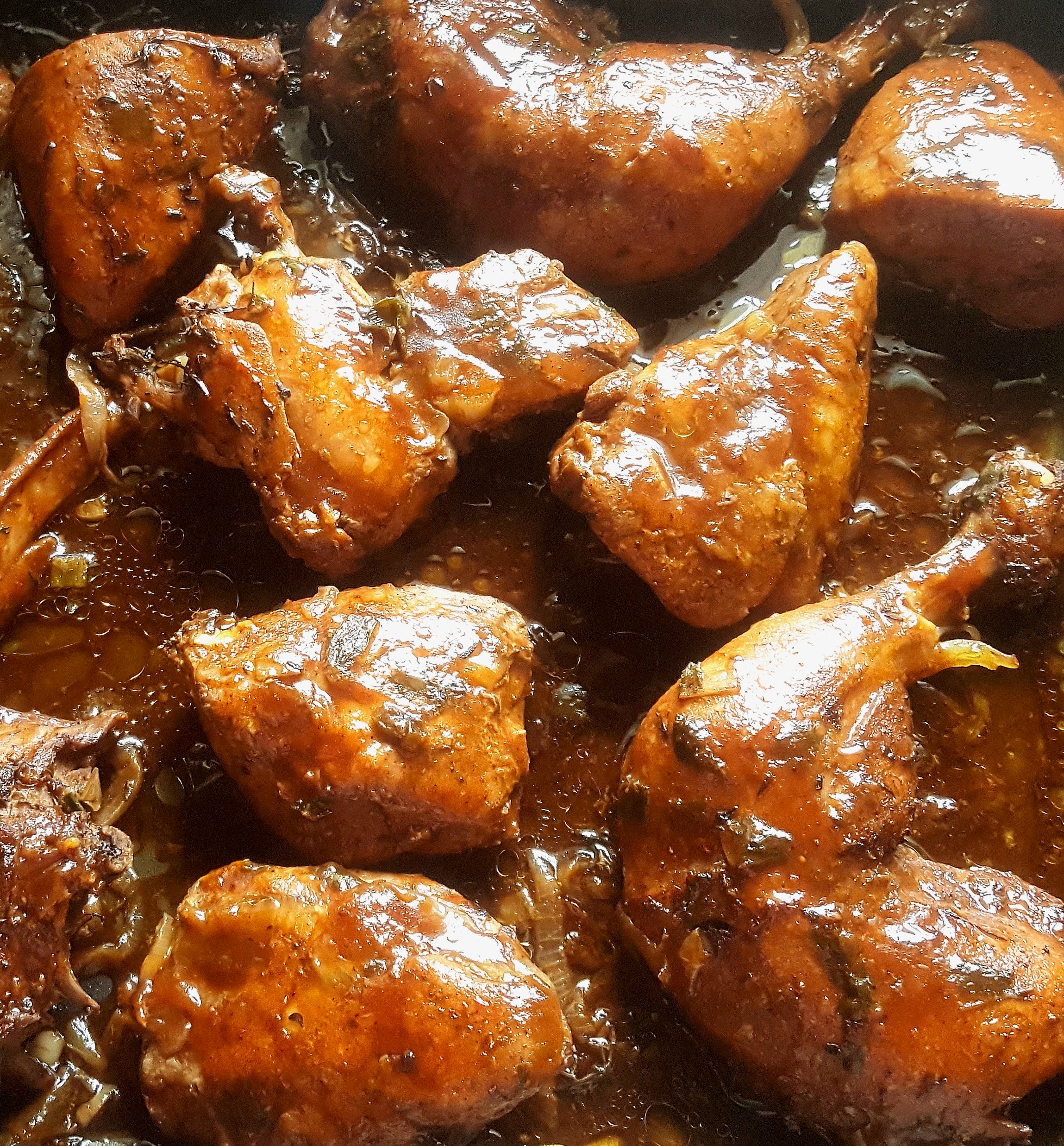
دجاج فريكاسيه جامايكي (لا ينبغي الخلط بينه وبين دجاج الحساء البني)

ربما تأثر الفرنسيون، وربما أولئك الذين فروا من هايتي خلال فترات مختلفة، أو اليهود الفرنسيين الذين ذهبوا إلى جامايكا أثناء محاكم التفتيش، إلى جانب الإسبان، بأطباق مثل الفريكاسي الجامايكي والدجاج، وجراد البحر تيرميدور، والطواجن والبيلاو المصنوع من الدجاج أو الروبيان. يمكن العثور على التأثيرات الفرنسية والإنجليزية في استخدام مكعبات المرق، وفي عجينة الرنجة المدخنة الجامايكية التي تسمى سليمان جندي. تبنوا العديد من الأطباق الجامايكية الشهية والحلويات والمعجنات مثل الفطائر والكعكات والماكرونات من الفرنسيين. يتم تحضير أنواع محلية من الأطباق الفرنسية مثل الكريب والبيسك والبطاطس المقلية في جامايكا، وغالبًا ما تدمج المكونات المحلية. كما تبنى الجامايكيون مجموعة متنوعة من تقنيات الطبخ الفرنسية بما في ذلك تقنيات التقطيع مثل الباتونيت والجوليان المستخدمة للخضروات في أطباق الإسكوفيتش والقلي السريع، بالإضافة إلى الرونديل. تُستخدم باقة الأعشاب (المصنوعة من البصل الأخضر والزعتر والأعشاب الأخرى) في اليخنات والحساءات المحلية، وتُستخدم صلصة البشاميل أو الرو في المعكرونة والجبن واليخنات والصلصات. تشمل تقنيات الطبخ الفرنسية الأخرى التي اعتمدت القلي، والتبييض، والطهي على نار هادئة، والشواء، والطهي باللهب مع الروم. أداة الطهي التقليدية المستخدمة في شواء لحم البقر ولحم الخنزير الجامايكي، والتي تسمى "وعاء جيستا" (وعاء الهضم) هي من أصل فرنسي.
يمكن إرجاع قهوة بلو ماونتن الجامايكية وإدخال قهوة أرابيكا إلى جامايكا إلى أحد نباتات القهوة الثلاثة التي أرسلها الملك لويس الخامس عشر ملك فرنسا إلى مارتينيك - والتي أهداها إلى حاكم جامايكا من حاكم مارتينيك، في القرن الثامن عشر. ساهم الفرنسيون الذين فروا إلى جامايكا أثناء الثورة الهايتية جزئيًا في التوسع السريع لصناعة القهوة المحلية - جلب السادة الفرنسيون وعبيدهم خبرتهم ومهاراتهم في إنتاج القهوة.

#### التأثيرات الأوروبية الأخرى

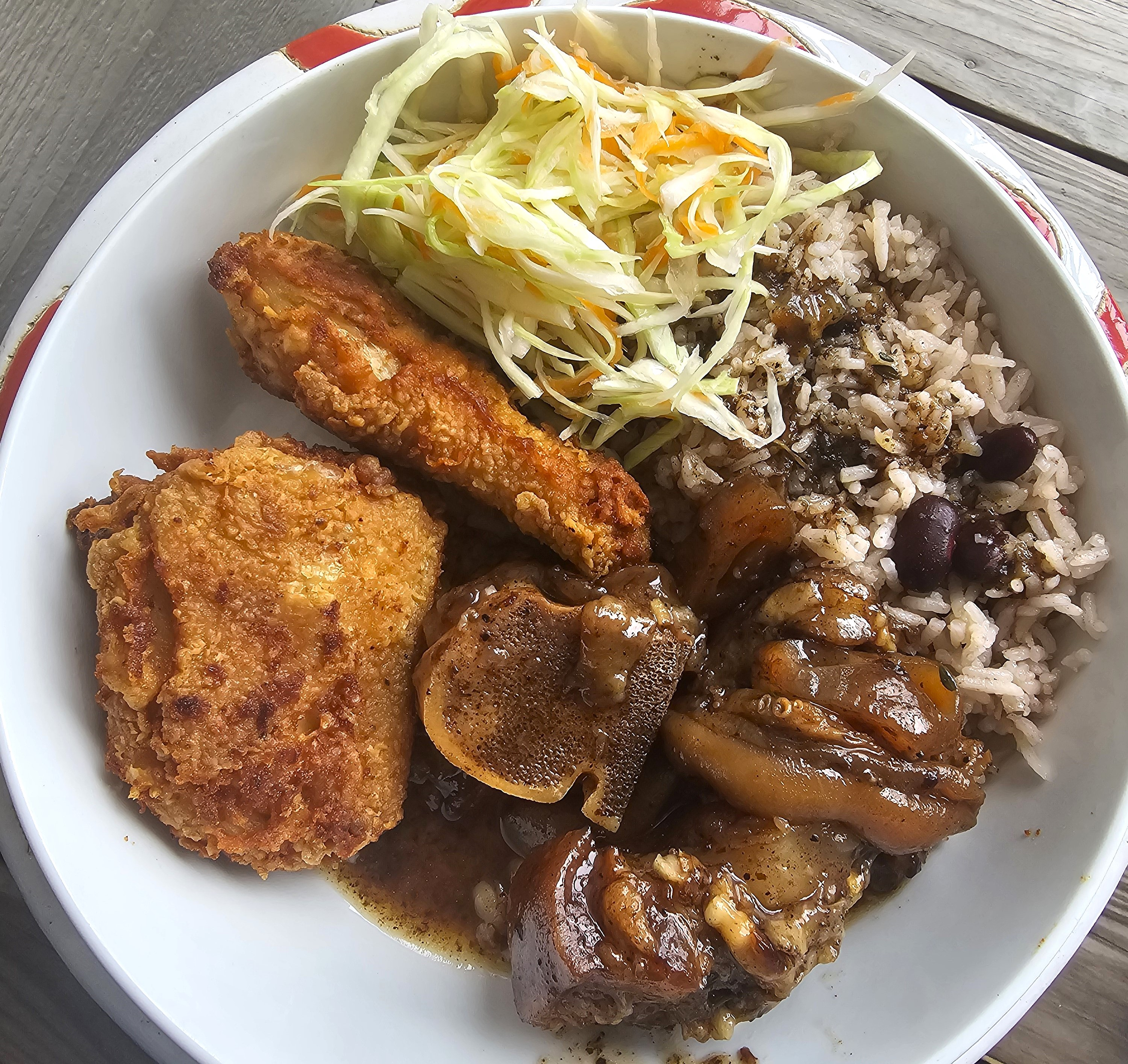
وجبة جامايكية مع سلطة الكرنب

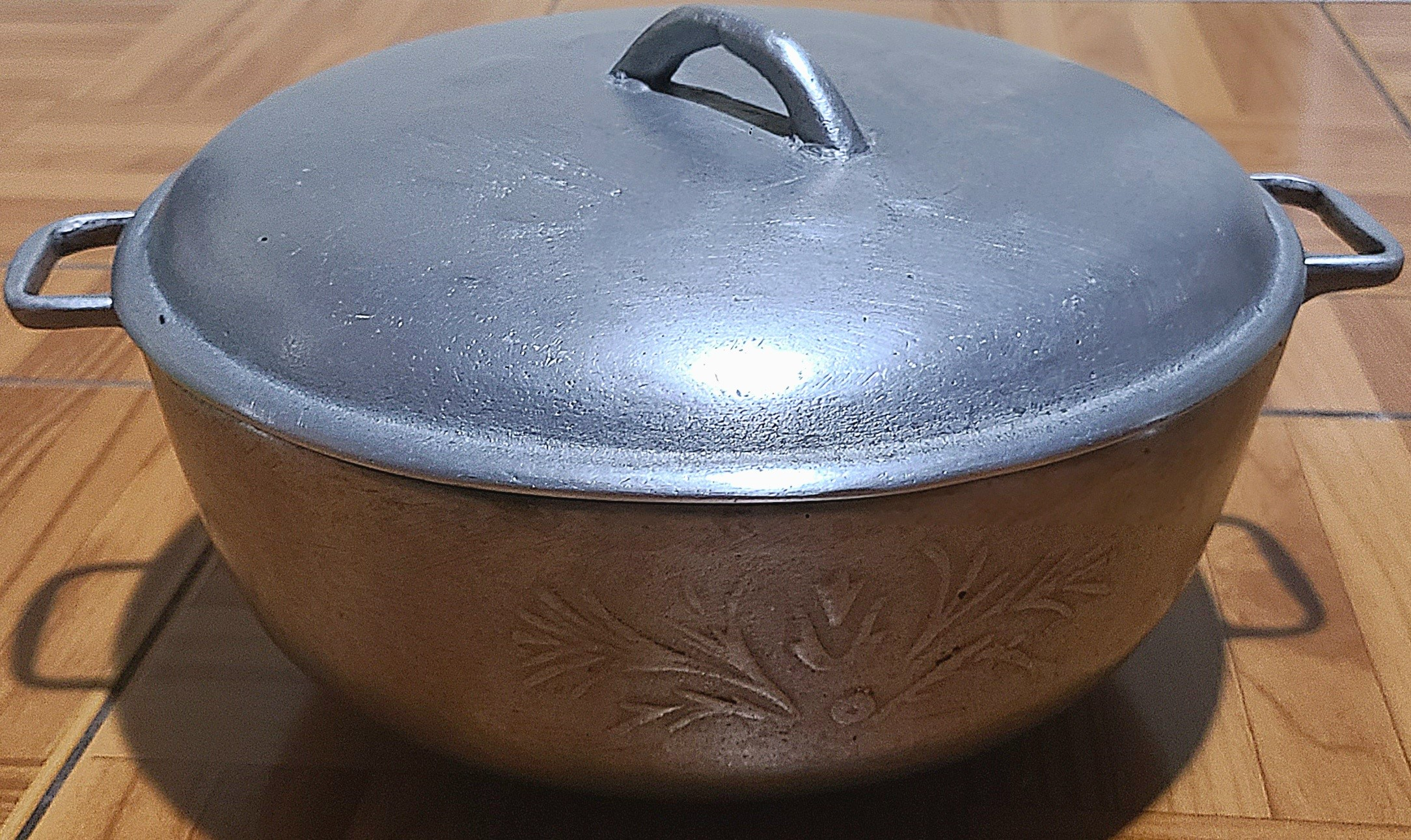
وعاء هولندي جامايكي يستخدم لطهي الحساء البني والكاري والأطباق المقلية.

خلال القرن السابع عشر، استقر التجار الهولنديون في جامايكا وأحضروا قصب السكر من البرازيل. كما لجأ اليهود الهولنديون واليهود البولنديون إلى الجزيرة قبل وأثناء الهولوكوست. بين أواخر القرن الثامن عشر والقرن العشرين، استقر اليهود الألمان، واليهود من كوراساو والبرازيل وغيانا البريطانية وسورينام أيضًا في جامايكا. ومن ثم، فمن الممكن أن نجد تأثيرات من الأوروبيين الآخرين في المطبخ الجامايكي. كانت أداة الطهي الأساسية في جامايكا، القدر الهولندي أو Dutchie، مستوردة من هولندا بواسطة التجار الهولنديين. يستخدم عادة لطهي اللحوم والحساء وأطباق اللحم المشوي، وكذلك لخبز الفطائر والحلويات. قدم موقد الفحم، وهو أداة طهي مهمة أخرى تستخدم لإعداد مجموعة واسعة من الأطعمة مثل الخبز المحمص (خاصة في الهواء الطلق)، من قبل التجار الهولنديين خلال العصر الاستعماري. تشمل الأطباق التي اعتمدت مع التأثيرات الهولندية والأوروبية الأخرى سلطة الكرنب، والكعك، ولفائف جوز الهند، ولفائف القرفة، وبسكويت الزنجبيل، وكعكة الغابة السوداء، وخبز الزبيب، وكعكة الرخام.

#### التأثيرات الشرق أوسطية

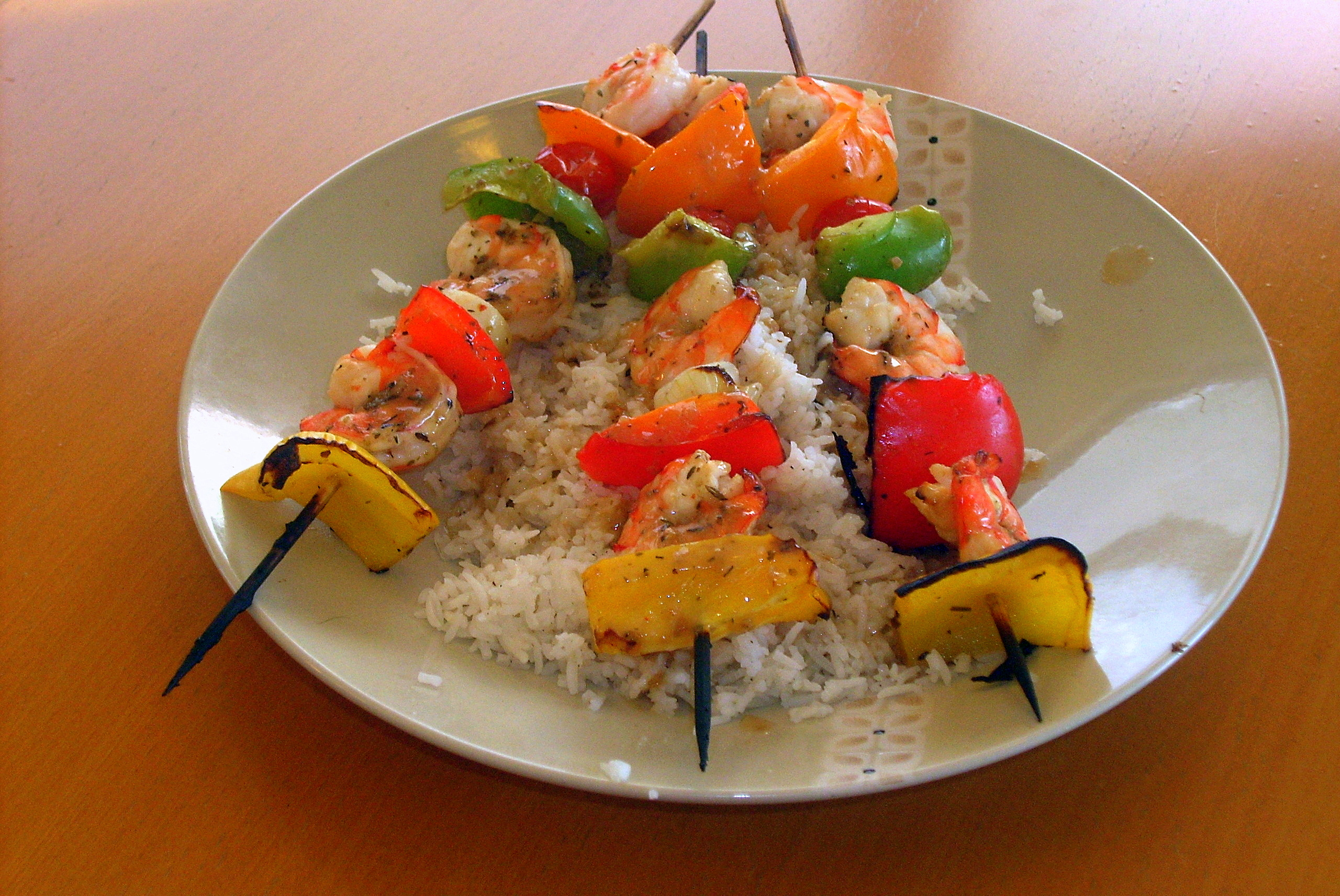
كباب الروبيان

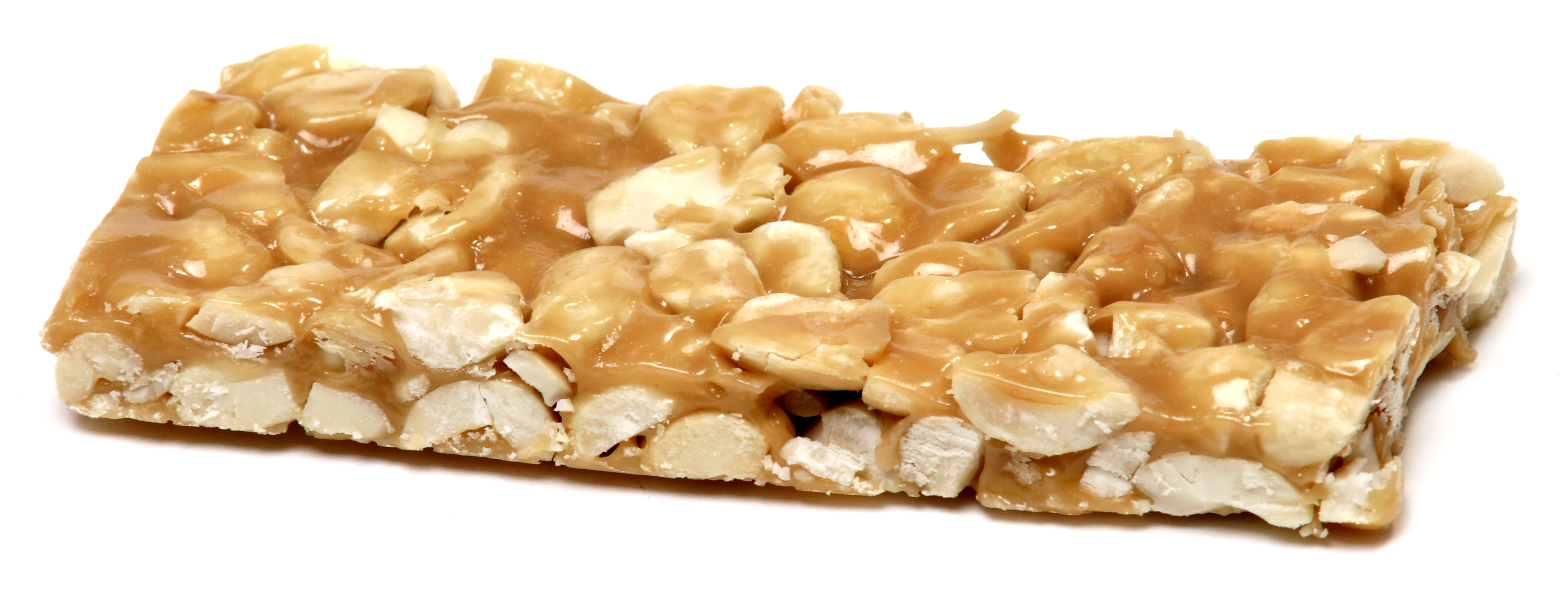
الفول السوداني هش

بدأت مساهمات الشرق الأوسط في ذخيرة المطبخ الجامايكي عندما فر السوريون واللبنانيون والفلسطينيون، ومعظمهم من المسيحيين وبعض اليهود، إلى جامايكا في أواخر القرن التاسع عشر، بسبب الاضطهاد الديني في ظل الحكم العثماني. واستقر في الجزيرة أيضًا يهود من أماكن أخرى مثل مصر. استقرت مجموعات من التجار السوريين / اللبنانيين في جامايكا وأنشأوا أعمالهم التجارية - وبالتالي، يمكن العثور على التأثيرات الشرق أوسطية في بعض الأطباق. تم اعتماد أنواع مختلفة من الكباب، واللفائف، والكرات اللحمية، والبيلاو، ولفائف ورق العنب المحشوة (المعروفة باسم "المهشي") المصنوعة من الملفوف كبديل، والحمص، والكبة، واللبن، والتبولة، والخبز السوري. ورغم أن بعض هذه الأطباق لا تعد على نطاق واسع من قبل جميع السكان المحليين، إلا أن تأثيراتها يمكن رؤيتها في بعض الأطباق المختلطة، ويمكن العثور على المطاعم السورية واللبنانية والكوشر في جميع أنحاء الجزيرة. تحتوي حلوى الفول السوداني الجامايكية / الكعكة والفول السوداني الهش على تأثيرات من الشرق الأوسط وغيرها. الطهي على نار هادئة، وهو أسلوب طهي شائع في المطبخ اليهودي يستخدم أيضًا في الحساء الجامايكي، واستخدام الثوم كتوابل أساسية هو تقليد طهي موروث من اليهود. يمكن العثور على اختلافات محلية في الطعام الكوشر مع لمسة جامايكية في جامايكا، وقد قام أتباع الراستافاريين بتعديل بعض الأطباق الكوشر لإنشاء أطباق إيطالية.

## المطبخ الراستافاري الجامايكي

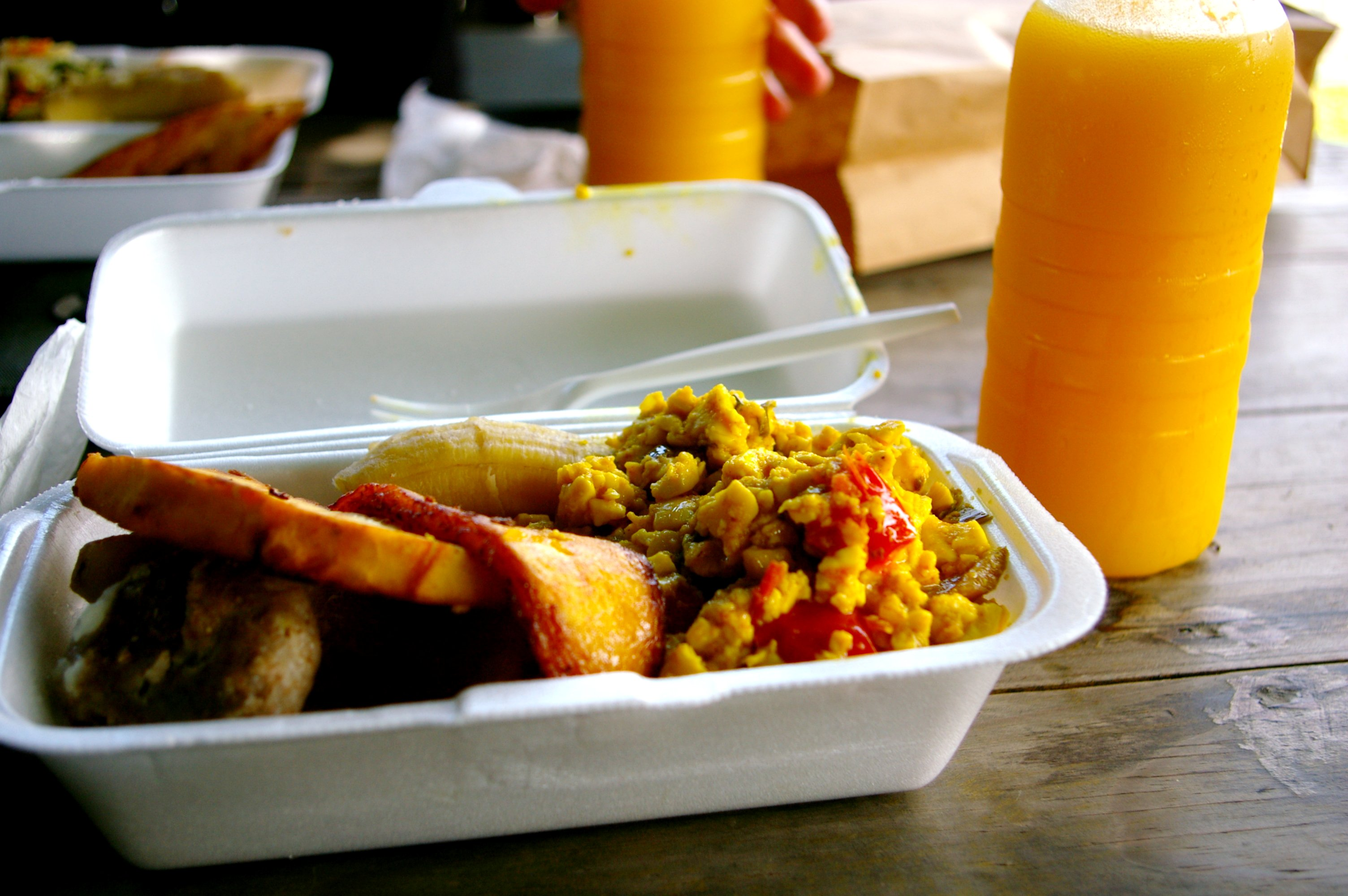
وجبة إفطار إيطالية - أكاي، وموز، وموز مسلوق، وزلابية، وخبز الفاكهة، وعصير المانجو والأناناس.

يتبنى الراستافاريون الجامايكيون نهجًا نباتيًا شاملاً في تحضير الطعام والطهي والأكل، وقد قدموا مجموعة من الأطباق النباتية الفريدة إلى المطبخ الجامايكي. يشار إلى أطباق الراستافاري باسم "إيتال"، وتعني "طبيعية"، وهي مشتقة من الكلمة الإنجليزية "حيوية". يعتمد نظامهم الغذائي على الحفاظ على حياة متوازنة وصحة جيدة وطول العمر من خلال استهلاك المكونات الطازجة والعضوية والمستوردة محليًا. تشمل الأطعمة الإيطالية الشعبية أطباق الأقية والعدس والتوفو والبامية والفاصوليا / البازلاء وأرز اليقطين والكالالو والخضروات الأخرى. يلتزم بعض الراستا بنظام غذائي نباتي، وقد تبنوا أطباق الكوشر. يمزج الراستا المعاصرون بين الاتجاهات العالمية القائمة على النباتات والجذور الإيطالية، مما يخلق أطباق اندماجية جديدة مثل الحمص المتبل.

## أطباق شعبية

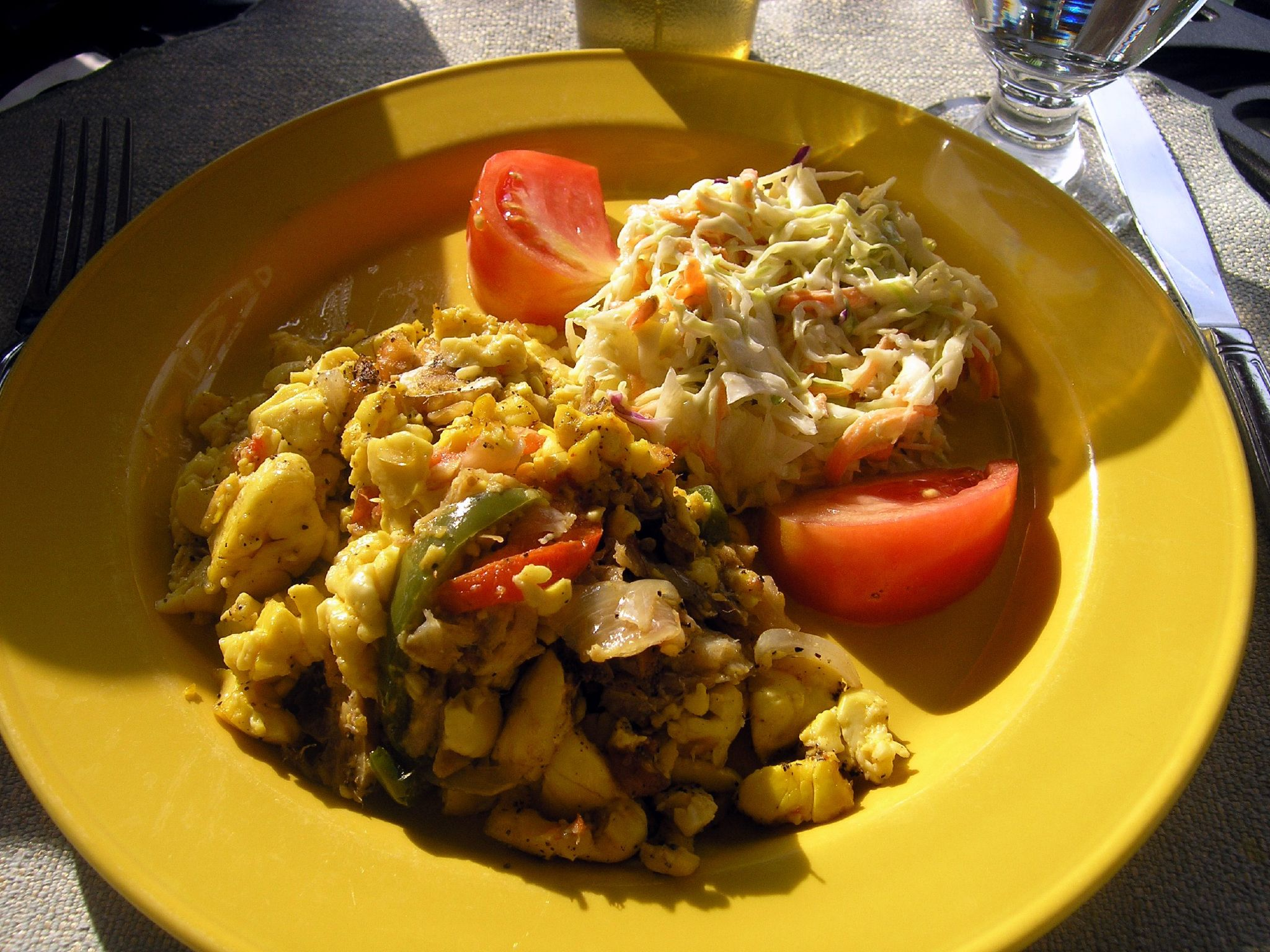
الأقية والأسماك المملحة - الطبق الوطني في جامايكا

قد تشتمل وجبة الإفطار الجامايكية النموذجية على أقية والأسماك المملحة، والسمك المتبل، والموز الأخضر المسلوق، والزلابية المقلية.

### أطباق اللحوم والمأكولات البحرية
- دجاج مشوي

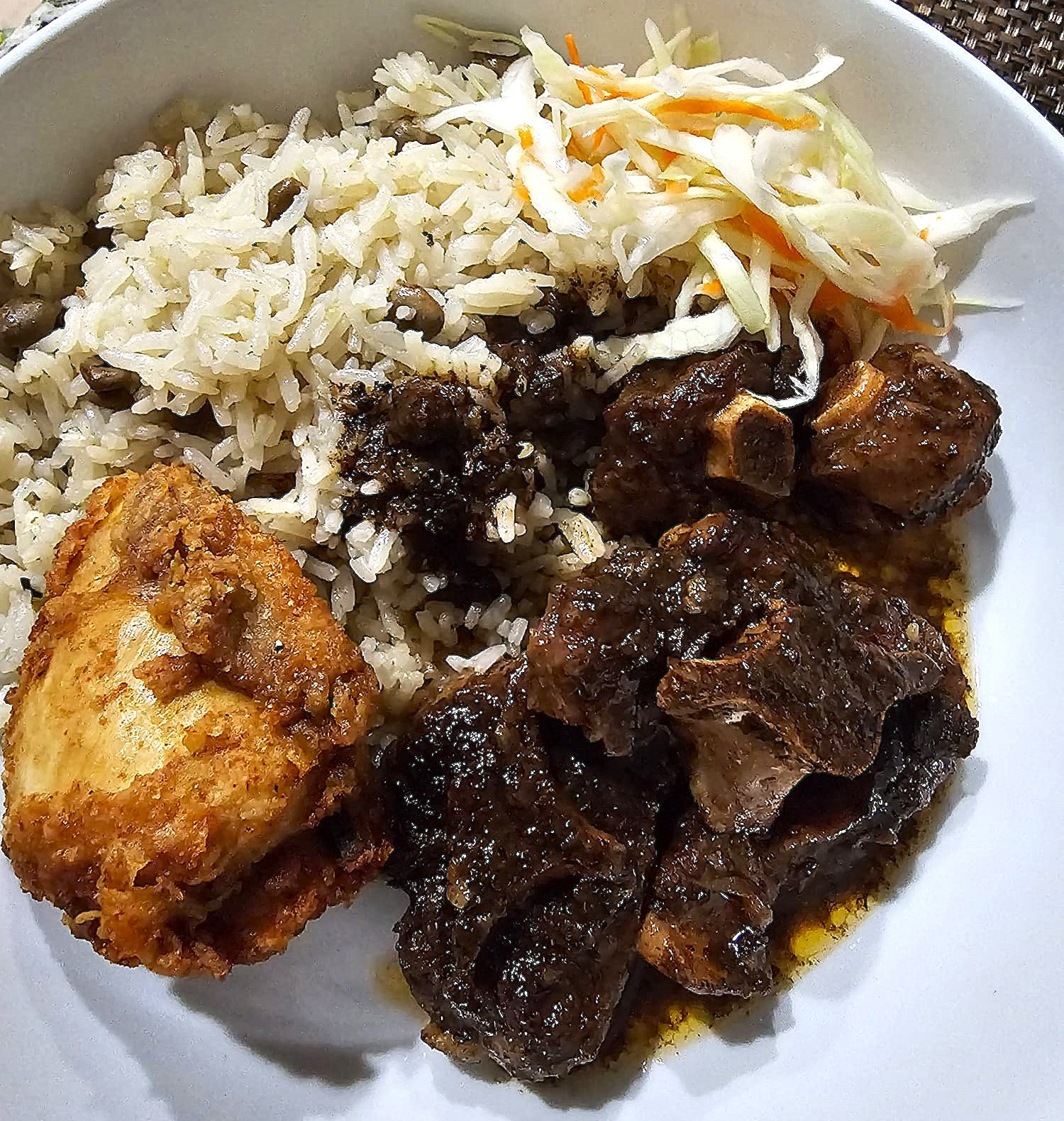
دجاج مقلي وذيل ثور، مع طبق جانبي من الأرز والبازلاء (مع الجنجو) وسلطة الكرنب.

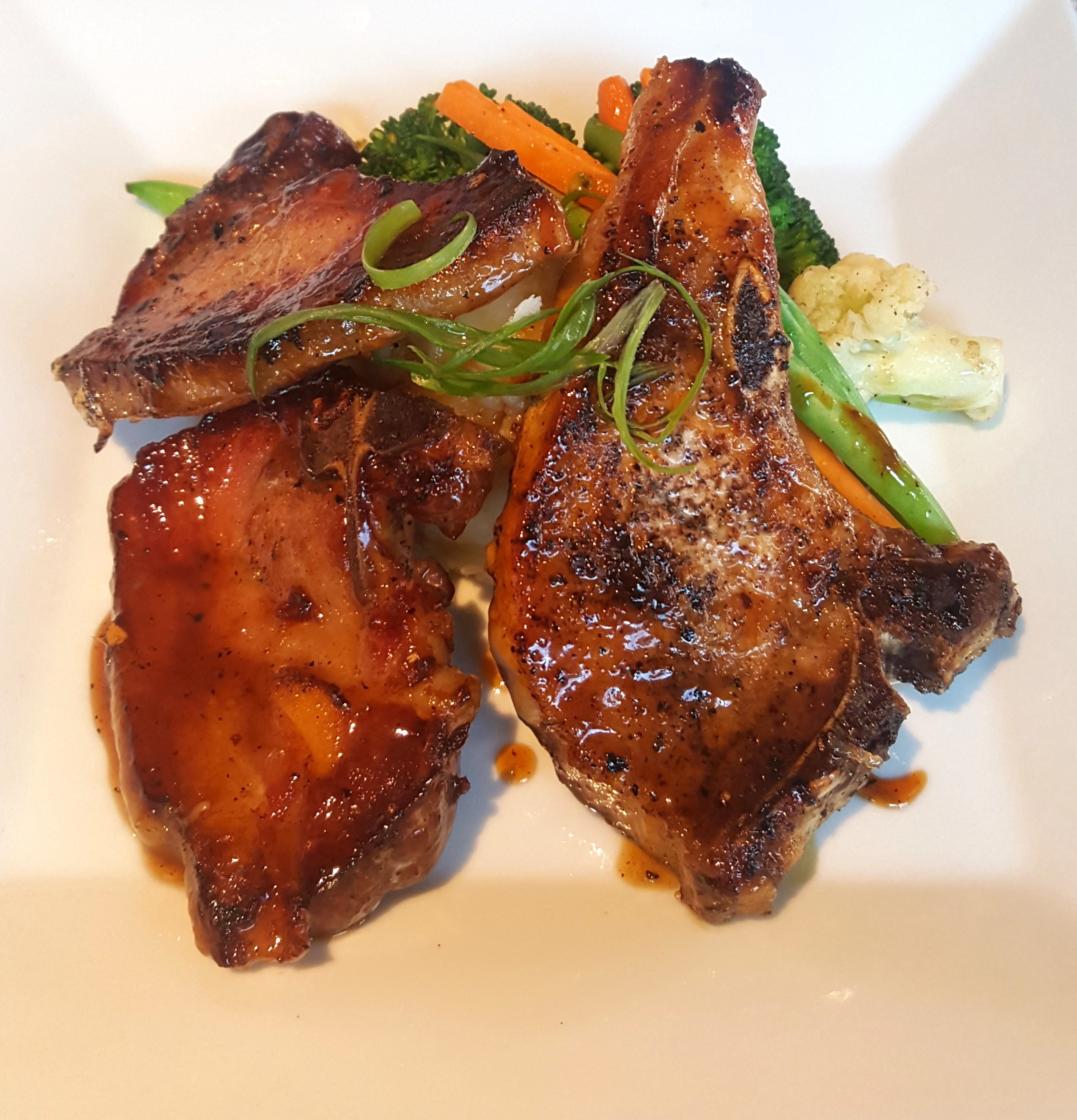
شرائح لحم الخنزير المشوية بالعسل مع الخضار المقلية.

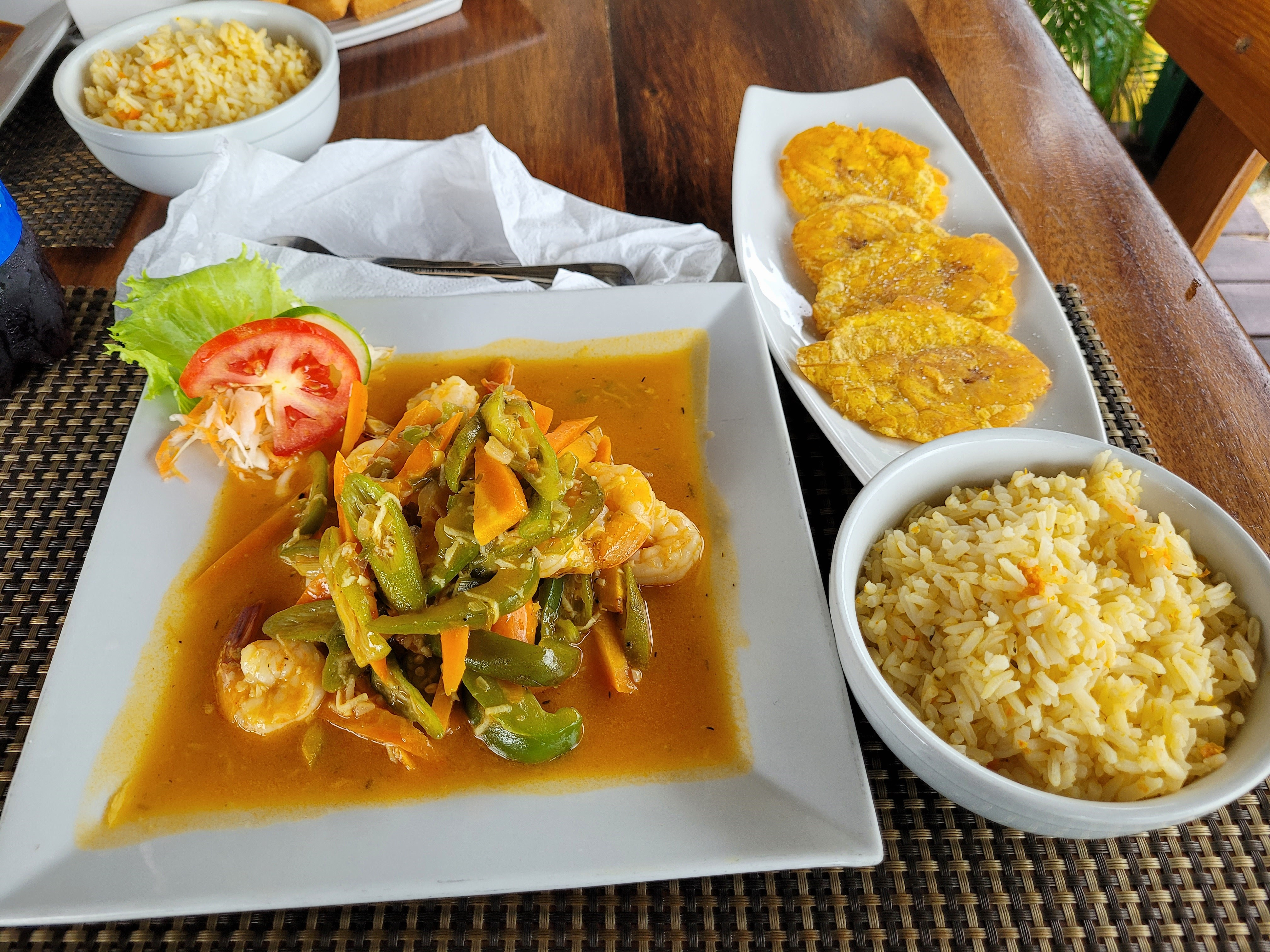
روبيان الثوم مع البامية والجزر، يقدم مع أرز اليقطين والتوستونس.

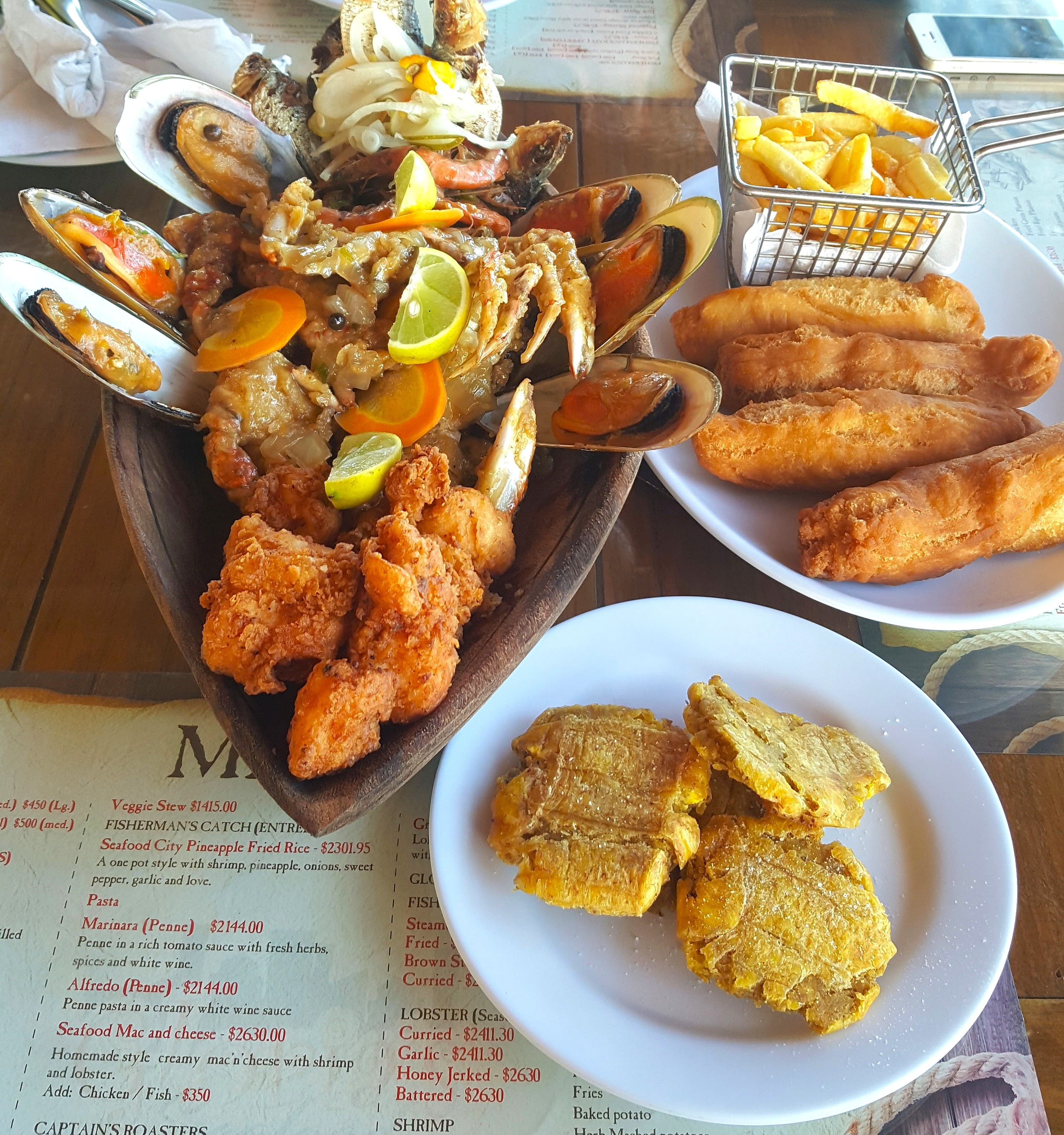
طبق المأكولات البحرية الجامايكي - جراد البحر المقلي، والروبيان، وسرطان البحر والأسماك مع بلح البحر، والبطاطس المقلية، والمهرجانات، والتوستونات.

- لحوم الشواء (دجاج، أجنحة، لحم خنزير، لحم بقري، الخ.)
- دجاج باربي المقلي
- السلطعون المسلوق
- حساء بني (لحم البقر، الدجاج، السمك، الماعز، لحم الضأن، لحم الخنزير، ذيل الثور ورقبة الديك الرومي وما إلى ذلك)
- شوب سوي (دجاج، روبيان، لحم بقري ولحم خنزير)
- كاري جوز الهند (الجمبري والأسماك والكركند والدجاج)
- المحار (مطهي، مشوي، مخلل ومملح)
- لحم الخنزير أو لحم البقر المملح
- حساء أقدام البقر
- اللحوم والمأكولات البحرية بالكاري (الدجاج، الماعز، لحم الضأن، الروبيان، جراد البحر، الأسماك، السلطعون، لحم البقر، لحم الخنزير وذيل الثور)
- سمكة إسكوفيتش (والمأكولات البحرية الأخرى)
- دجاج فريكاسي
- دجاج مقلي
- الأسماك والمأكولات البحرية المقلية (الروبيان في العجين والكركند)
- دجاج بالثوم والمأكولات البحرية (الروبيان والأسماك والكركند والمحار)
- اللحوم المشوية والمأكولات البحرية (الدجاج وشرائح اللحم والأسماك والكركند وما إلى ذلك)
- اللحوم المجففة والمأكولات البحرية (الدجاج ولحم الخنزير والأسماك والمحار والروبيان والكركند والنقانق وما إلى ذلك)
- الكبد (عادةً ما يكون كبد الدجاج البني أو كبد البقر)
- جراد البحر ثيرميدور
- دجاج مالا
- كرات اللحم
- لحم مفروم (دجاج أو لحم بقري)
- دجاج في المقلاة
- جمبري بالفلفل
- شريحة لحم الفلفل
- دجاج الأناناس
- لحم مشوي (دجاج، لحم بقري، لحم خنزير ولحم ضأن وما إلى ذلك)
- اللحوم المشوية والمأكولات البحرية (الدجاج، لحم الخنزير، لحم البقر، لحم الخنزير، الأسماك، إلخ.)
- روندون
- سمك مملح (مقلي أو مشوي)
- سمك الماكريل المملح (مقلي)
- مقلي (دجاج وجمبري)
- سمك مطهو على البخار مع البامية والجزر
- حساء البازلاء
- حلو وحامض (دجاج ولحم خنزير وجمبري)
- الكرشة والفاصوليا

### الشوربات

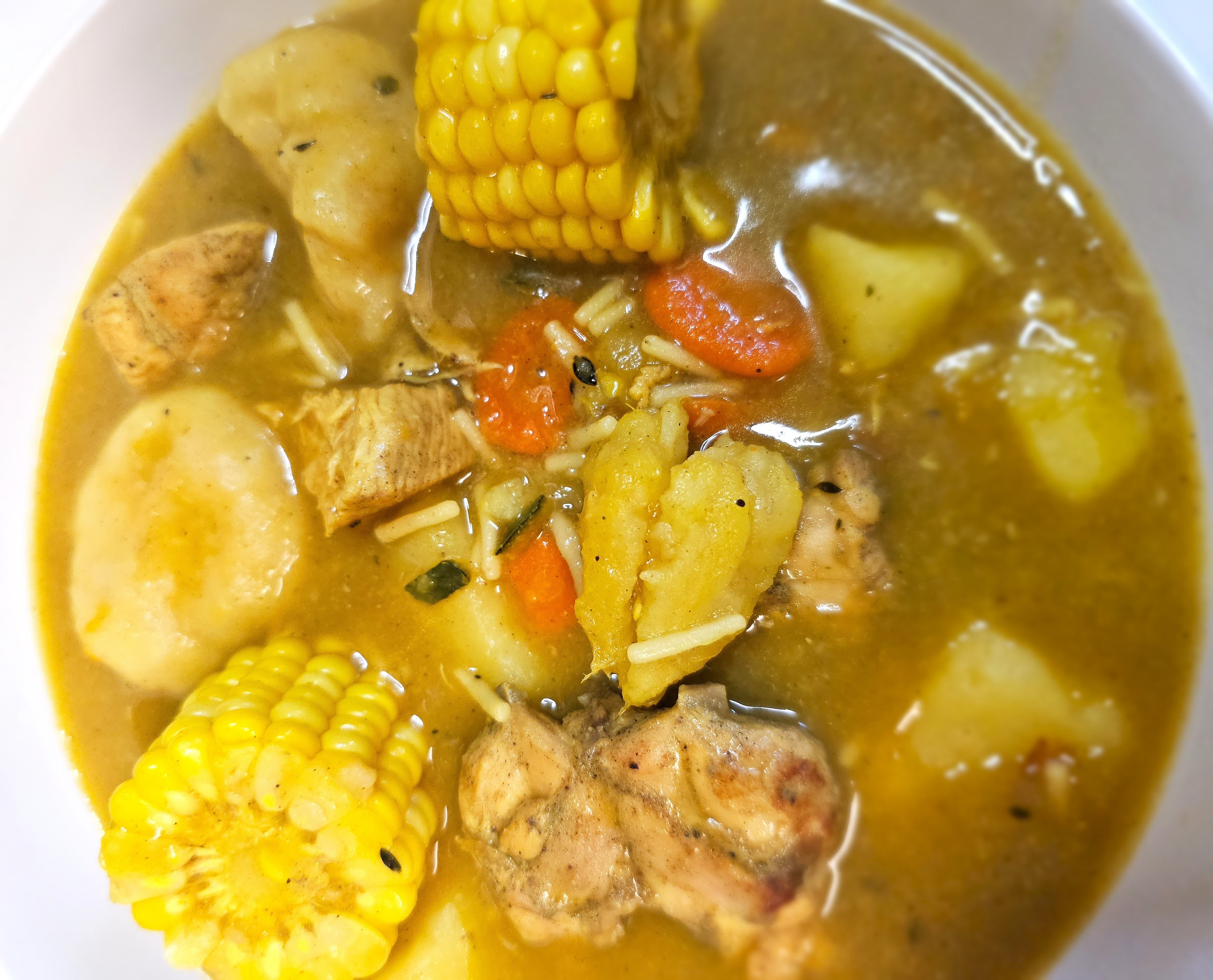
حساء الدجاج

- حساء لحم البقر (حساء السبت أيضًا)
- شوربة بوسو (الحلزون النهري).
- شوربة قدم الدجاج
- حساء الدجاج
- حساء القوقع
- حساء الذرة
- شوربة جلد البقر
- شاي السمك
- بازلاء جونجو شوربة
- جانجا (جراد البحر) حساء
- ماء مانيش
- شوربة لحم ضأن
- وعاء الفلفل
- حساء اليقطين
- حساء البازلاء الحمراء

### الأطباق الجانبية
- الموز المسلوق
- بوك تشوي

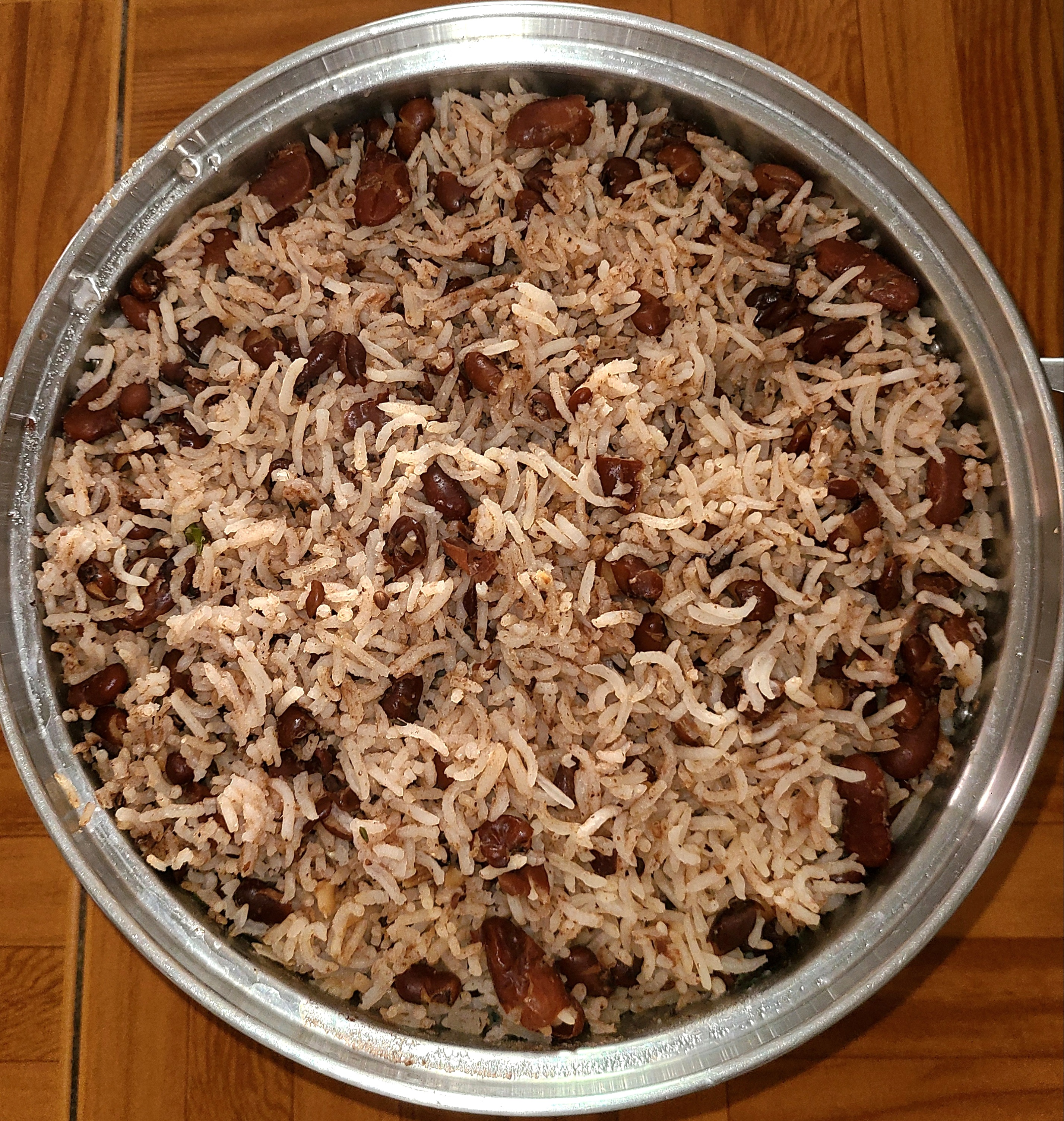
الأرز والبازلاء

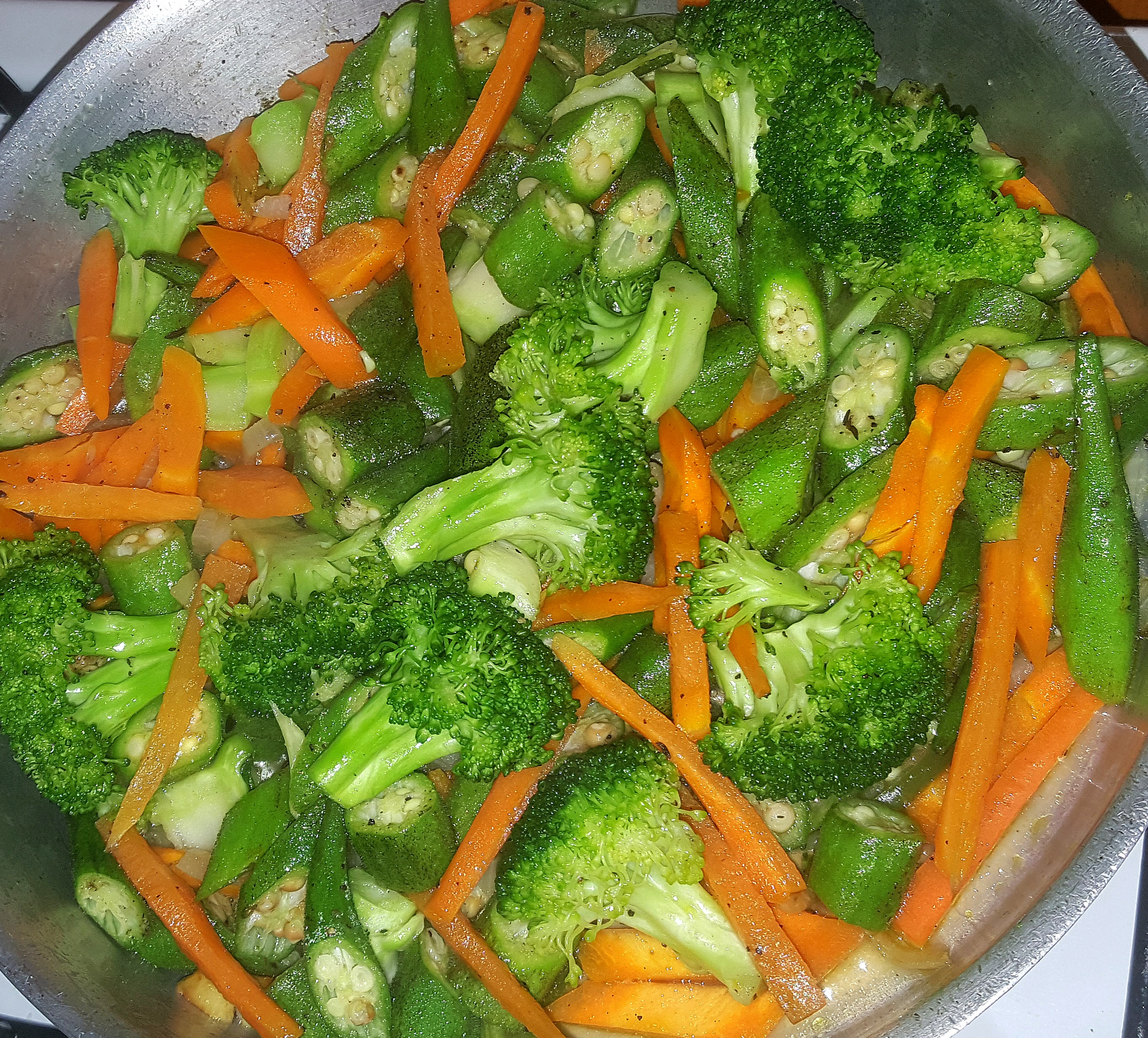
خضروات مقلية

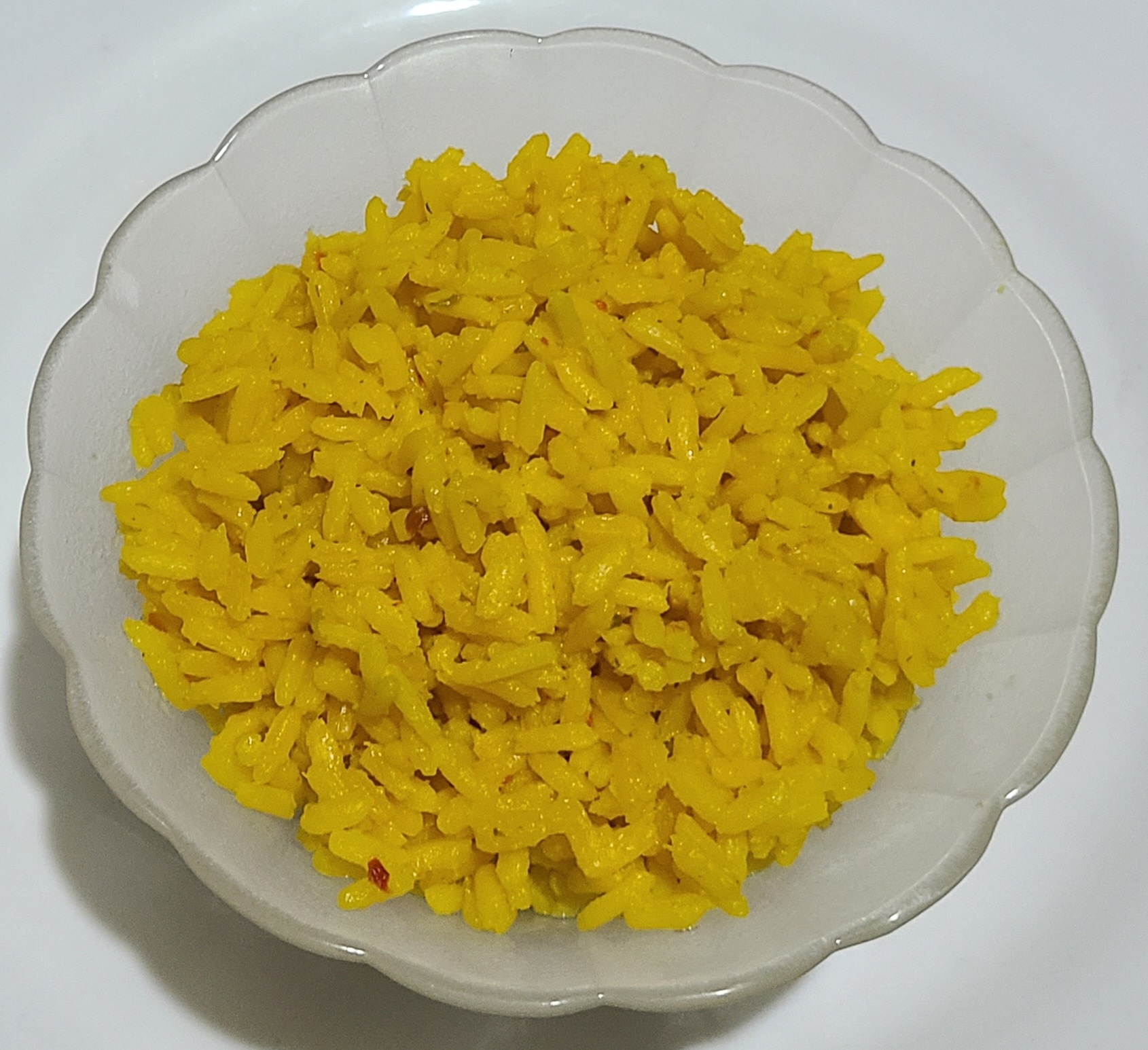
أرز جامايكي اسباني

- خبز الفاكهة (مسلوق أو مقلي أو محمص)
- كالالو
- أرز كالالو
- أرز جوز الهند
- أرز مطبوخ
- الزلابية (مسلوقة أو مقلية)
- مهرجان
- بامي (مقلي أو مطهو على البخار)
- الموز المقلي
- الموز الأخضر المضغوط
- أرز مقلي
- الموز الأخضر
- المواد الغذائية المطحونة (مسلوقة أو مشوية)
- مكرونة وجبن
- البطاطس (مسلوقة، مقلية، مهروسة، مشوية أو مخبوزة)
- سلطة بطاطس
- أرز اليقطين
- الأرز والبازلاء
- روتي
- أرز اسباني
- أرز متبل (يحتوي على السمك المملح والتوابل).
- الملفوف والجزر المبشور
- خضروات مقلية أو مطهوة على البخار
- دقيق الذرة المتحول

### الخبز والمعجنات
- بامي
- رغيف الموز
- بودنغ الخبز
- كعكة سوداء
- كعكة بولا
- كعكة الجزر
- خبز الجبن
- لفائف القرفة والخبز
- خبز جوز الهند
- خبز جوز الهند
- رول جوز الهند

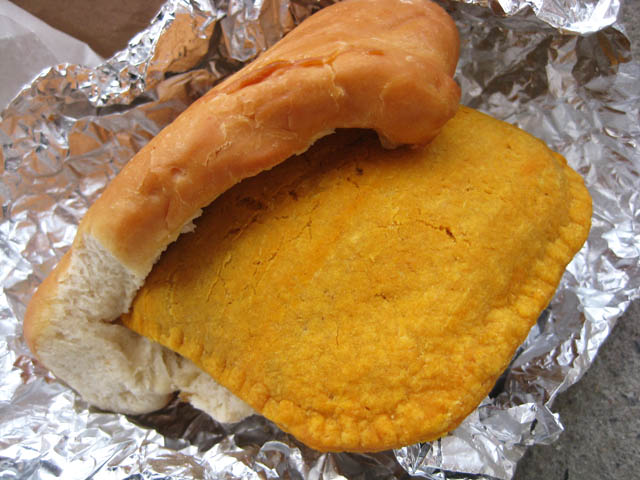
فطيرة جامايكية ملفوفة في خبز جوز الهند

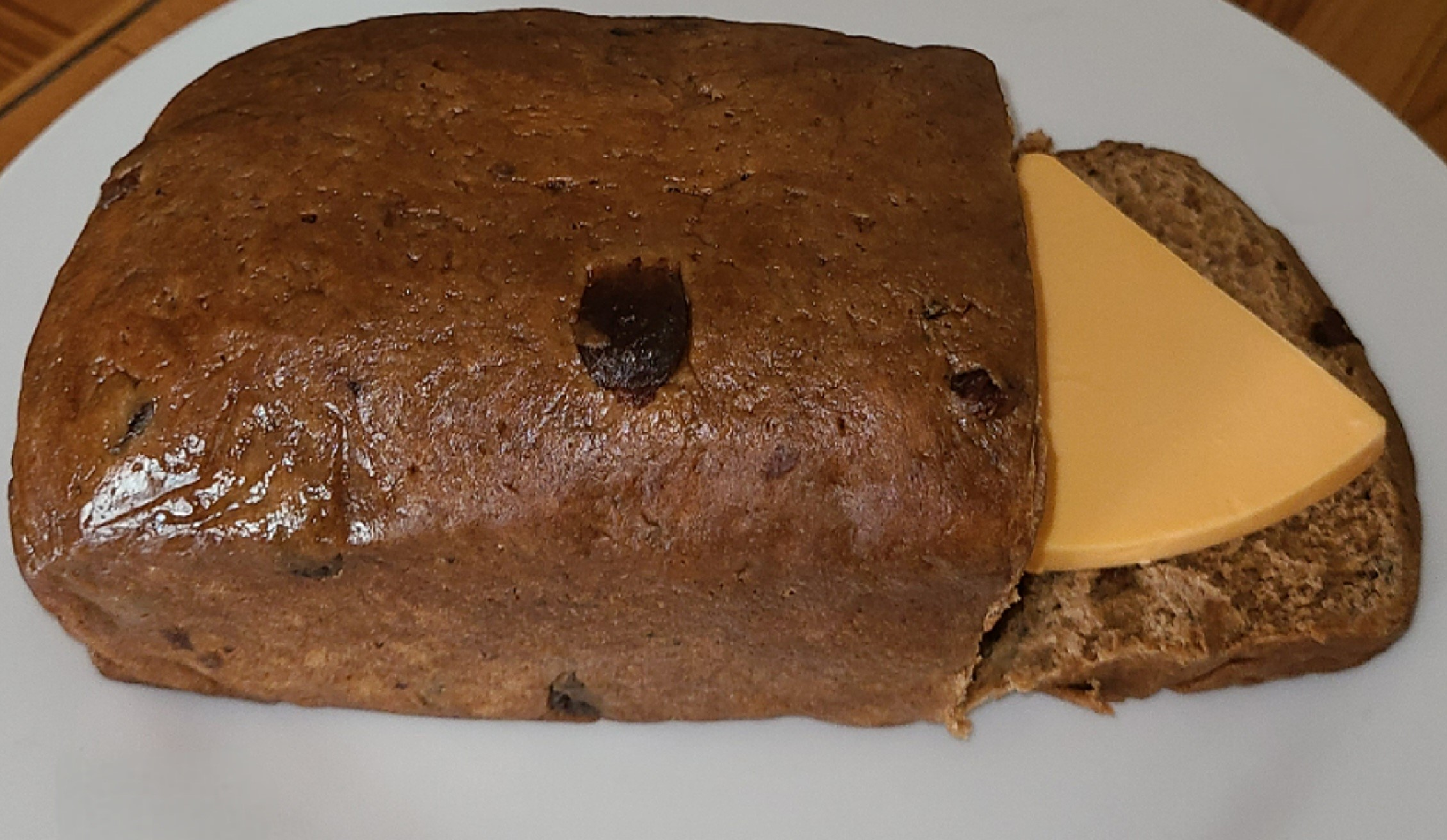
خبز جامايكي بالجبن

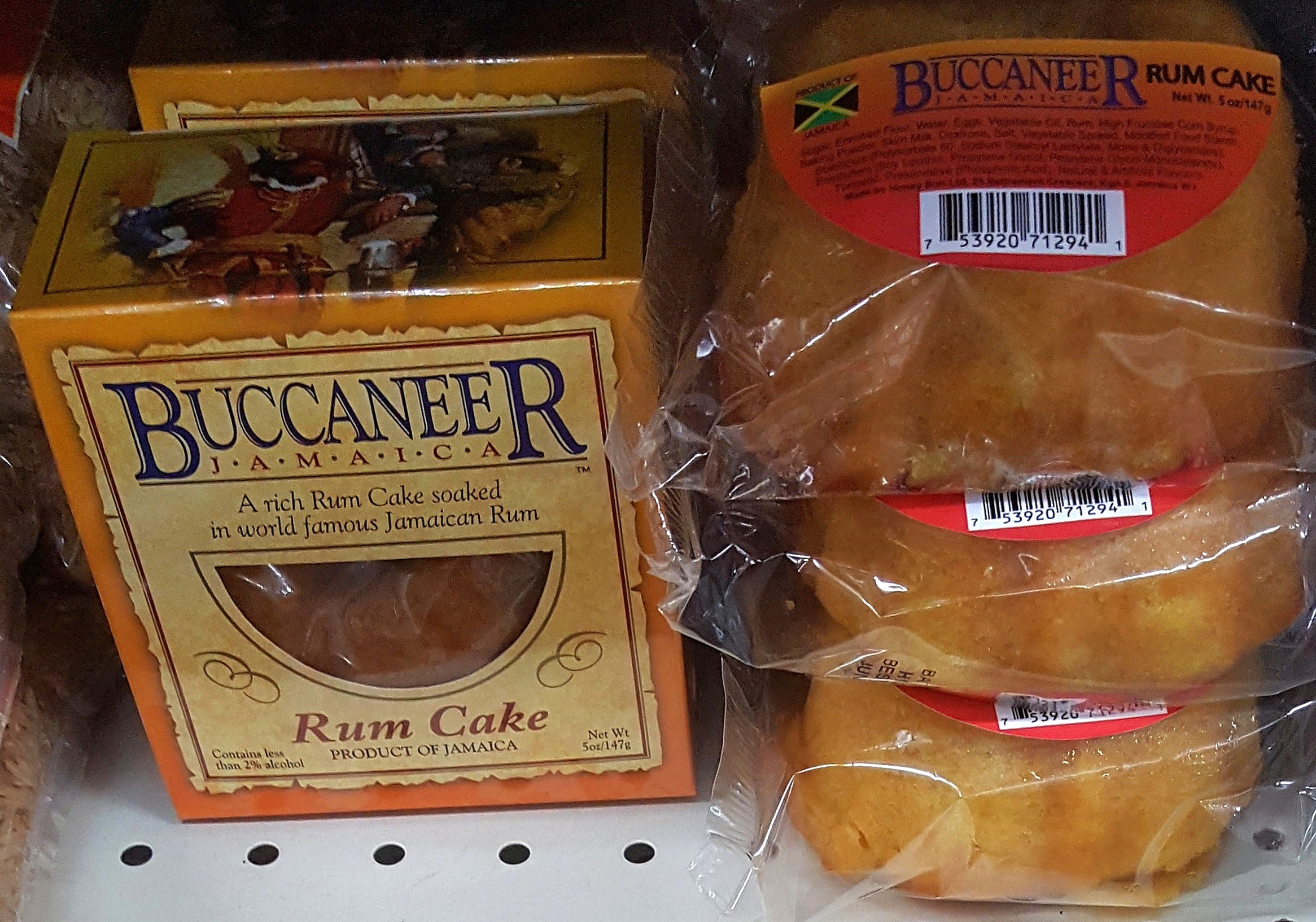
كعك الروم الجامايكي

- خبز الذرة (لفافة ناعمة وحلوة باللون الأصفر)
- دونات (بما في ذلك دونات ملتوية)
- الكهف
- خبز العجين الصلب
- كعكة الطائر الطنان
- فطيرة جامايكية
- كعكة ماديرا
- كيكة الرخام والكيكة الاسفنجية
- خبز الوتد
- خبز الزبيب
- كعكة الصخرة
- كعكة الرم
- كعكة متبلة
- كعكة السكر (مشابهة ولفائف القرفة)

## المشروبات
- مشروبات الصودا بيجا وD&G
- عصائر الصناديق
- شاي الأعشاب

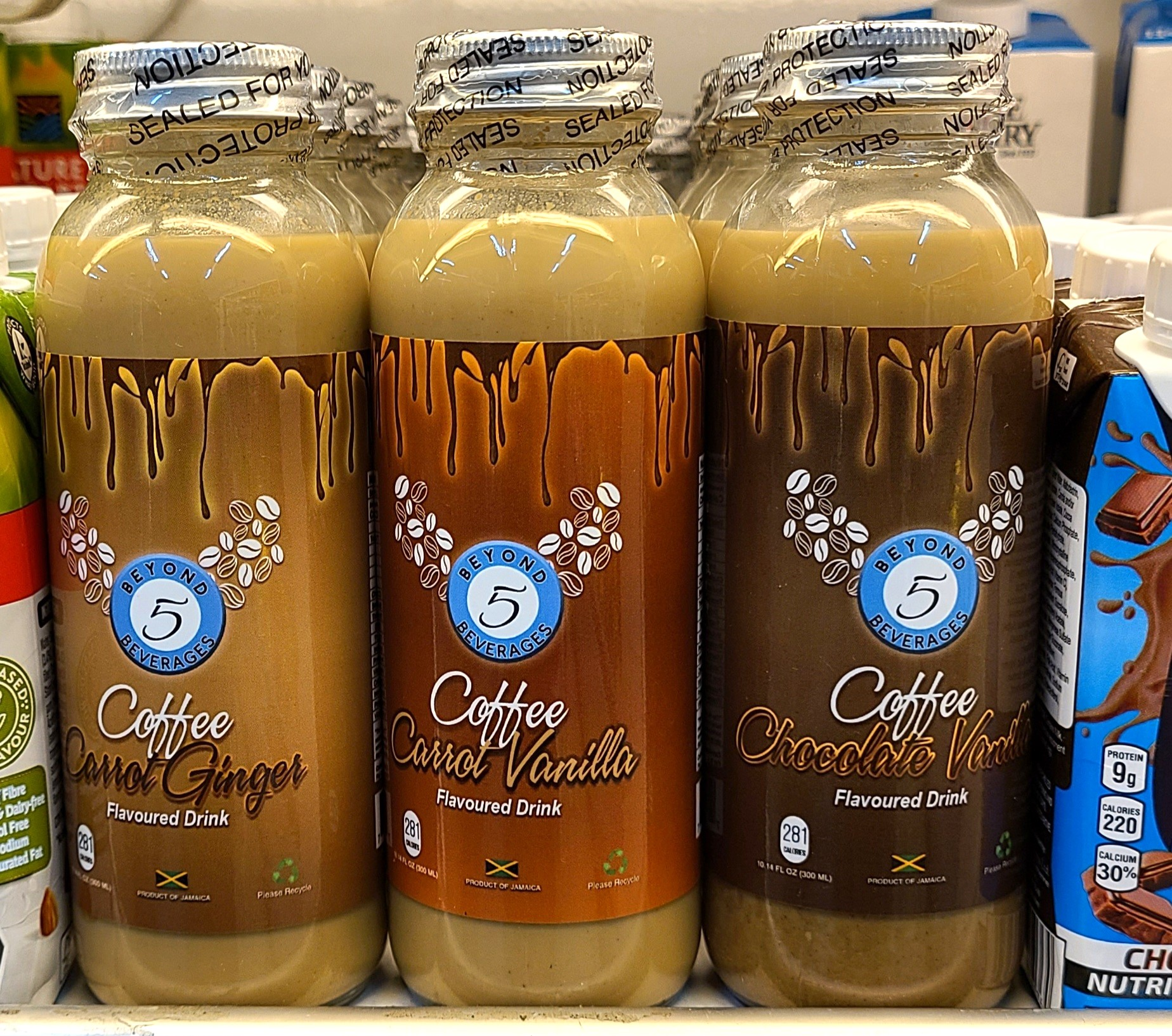
أول مشروبات القهوة الباردة بلو ماونتن في جامايكا، بنكهات تقليدية - الجزر والزنجبيل والشوكولاتة والفانيليا والجزر والفانيليا.

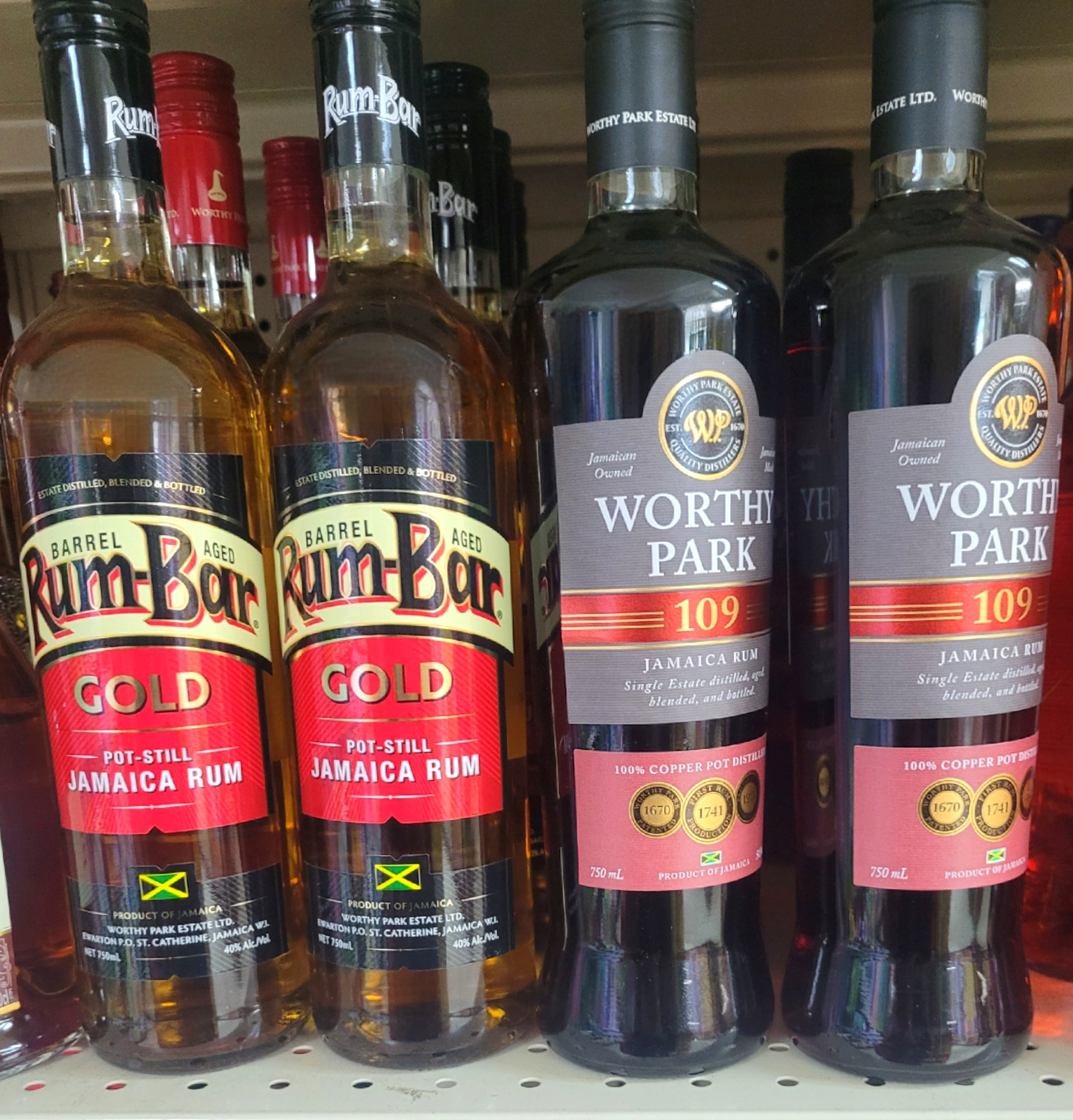
الروم من أقدم مصنع لتقطير الروم في جامايكا - إنتج الروم لأول مرة في Worthy Park Estate في عام 1741.

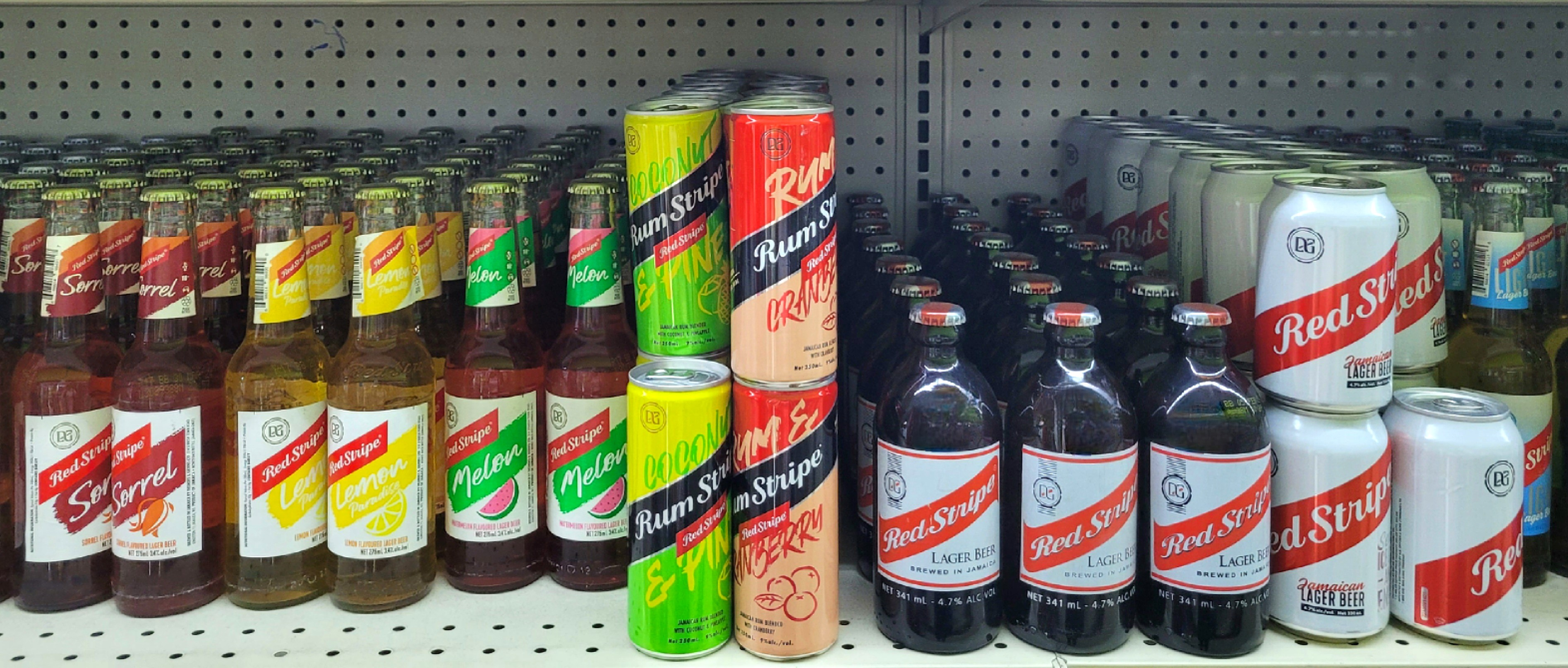
بيرة وكوكتيلات Red Stripe بنكهات مختلفة - مثل نكهة الحميض والليمون وجوز الهند والأناناس وما إلى ذلك.

- عصير الجزر مع التوابل مثل جوزة الطيب والفانيليا
- شعير الكرز
- شاي الشوكولاتة
- حليب الشوكولاتة
- ماء جوز الهند
- كوكتيلات
- مشروبات القهوة
- كريمة الصودا
- دي اند جي مالطا
- شراب البيض
- عصائر الفاكهة (برقوق البر الحلو، جوافة، مانجو، تفاح أوتاهيت، ببايا، أناناس، قشطة شائكة، كرز، ريبينا، ستار فروت، جيمبيلين إلخ.)
- جعة الزنجبيل
- مشروب غينيس بانش مع التوابل مثل جوزة الطيب والفانيليا
- الطحلب الأيرلندي
- قهوة بلو ماونتن من جامايكا
- شامبانيا كولا
- لاسكو جامايكا الطعام والمشروبات
- عصير الليمون
- المشروبات الكحولية ( سانغستر ، تيا ماريا ، الخ.)
- ماوبي
- لكمة الفول السوداني
- مشروب الفلفل الحار
- نبيذ العلامة الحمراء
- خط أحمر
- الروم
- كريمات الروم (بما في ذلك النكهات مثل القهوة والشوكولاتة والروم والزبيب وجوز الهند والموز)
- شاي كركديه
- سوبليجين
- مشروب التمر الهندي
- تيا ماريا
- تينج (مشروب صودا الجريب فروت)

## الحلويات والسكاكر

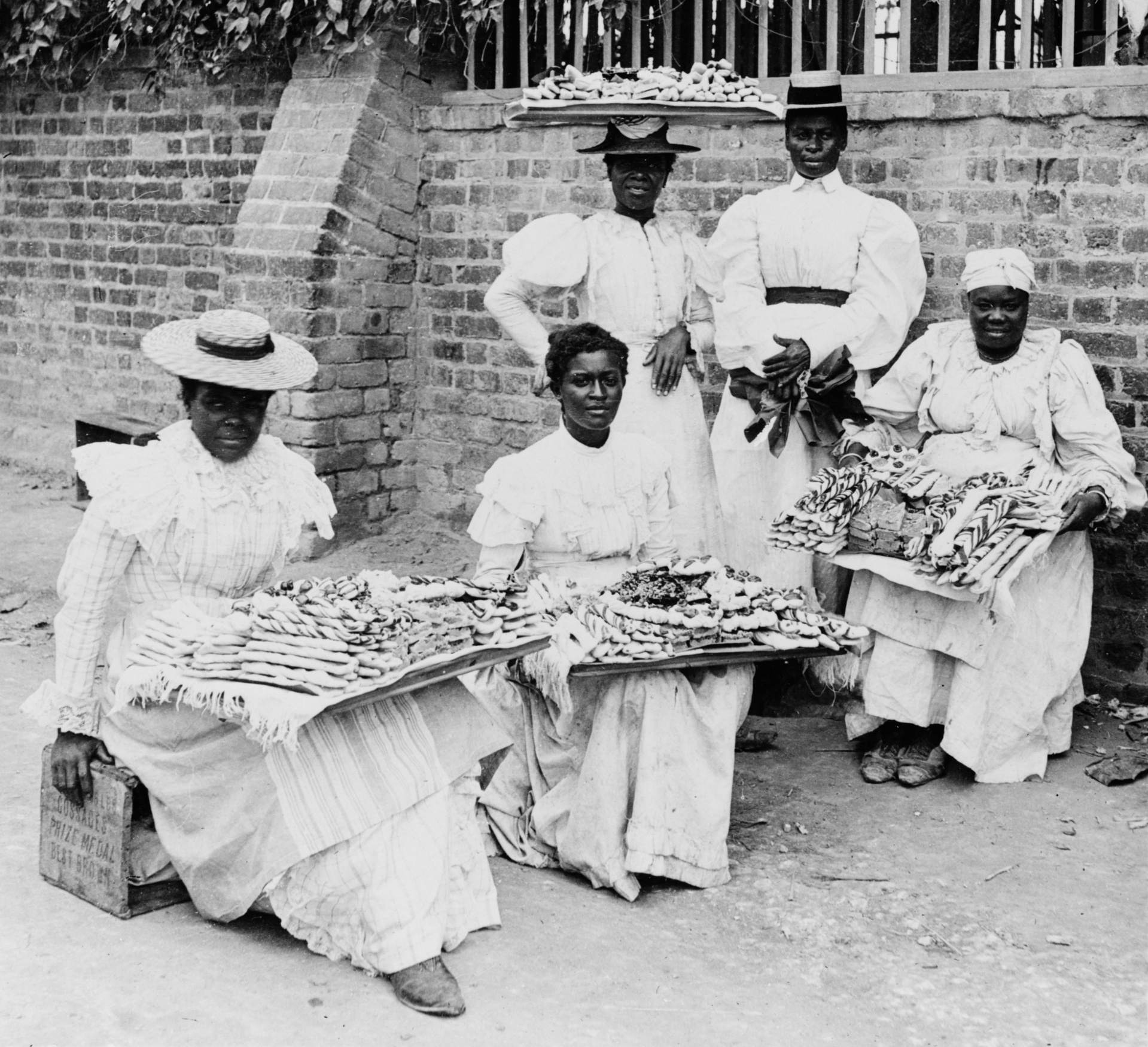
نساء يبيعن الحلويات في كينغستون، جامايكا، حوالي عام 1899

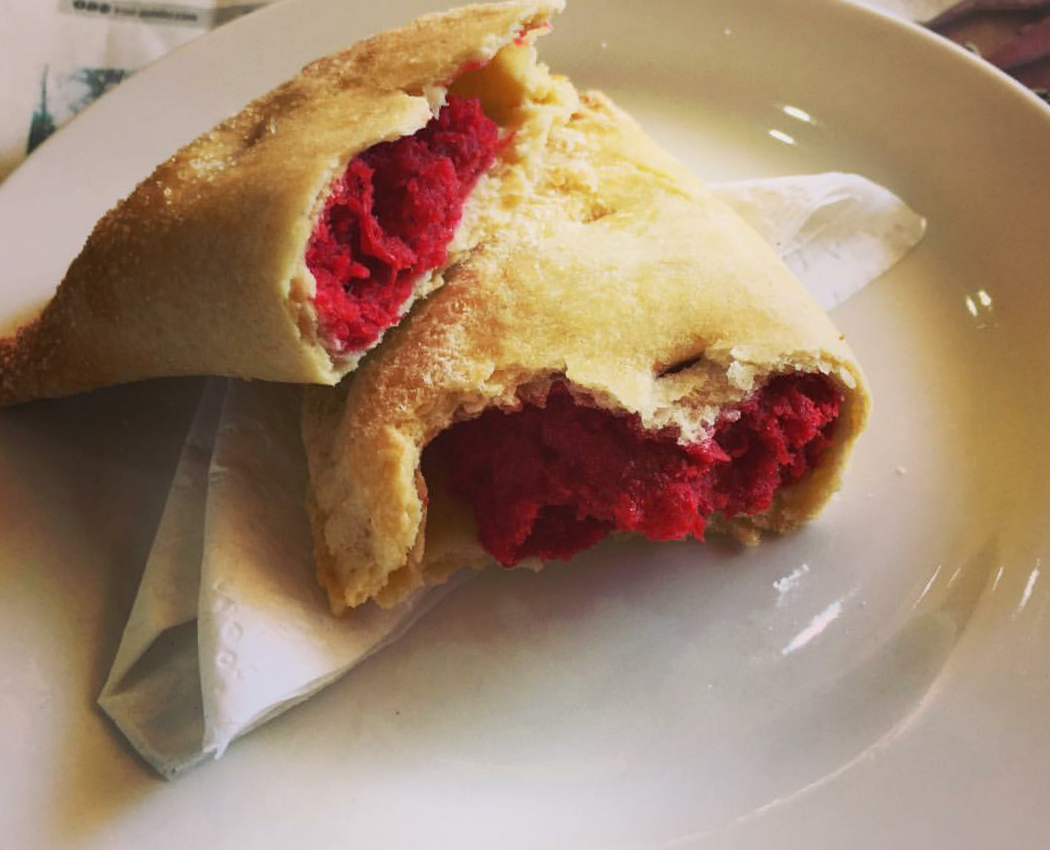
فطيرة الموز

آيس كريم العنب والروم والزبيب من الحلويات الشعبية. يأتي الآيس كريم الجامايكي بالعديد من النكهات مثل القهوة والفستق والجاك فروت وجوز الهند والمانجو والأناناس والجوافة والقشدة الشائكة والدراجون ستاوت.
تشمل الحلويات الشعبية الأخرى بودنغ البطاطا، بودنغ دقيق الذرة، كعك الكسافا، الجيزادا، كعكة المبشرة، توتو، فطائر الموز، قطرات جوز الهند، فطائر الموز، جبن الجوافة، خبز الموز، كعكة الرم، كعكة الجزر، كعكة الأناناس، كعكة الفاكهة وماكارون جوز الهند.
أوراق الشجر أو الأدراج الزرقاء هو طبق يحضر عن طريق الجمع بين النشا (عادةً دقيق الذرة أو الكسافا أو البطاطا الحلوة) مع حليب جوز الهند والتوابل مثل القرفة وجوزة الطيب والسكر والفانيليا، ثم تلف وتربط في أوراق الموز قبل الغليان.
الأشام عبارة عن ذرة جافة يتم طحنها وخلطها مع السكر البني.
ذرة الجاكاس عبارة عن بسكويت رقيق حلو مصنوع من الذرة ويصعب قضمه.
كرات التمر الهندي هي حلوى مصنوعة من لحم الفاكهة اللزج، ملفوفة بالسكر البني في كرات حلوة وحامضة. يمكن عمل نسخة حارة تحتوي على الفلفل الحار.
بوستامانتي باك بون، المعروف أيضًا باسم بوستا، أو ستاجا باك أو بوس مي جو، عبارة عن حلوى تشبه التوفي سميت على اسم أول رئيس وزراء لجامايكا ألكسندر بوستامانتي. يصنع باستخدام السكر البني وجوز الهند والزنجبيل والدبس، ويمكن أن يشمل أيضًا القهوة والفانيليا وعصير الليمون.
1. 1 2 3 4 5  "Taste Jamaica". Visit Jamaica/Jamaica Tourist Board. اطلع عليه بتاريخ 2025-01-03.
2. 1 2 3 4 5 6 7 8 9 10 11 12 13 14  "Traditional Food Preparation in Jamaica: Tools & Methods" (PDF). Jamaica Information Service (JIS). 2014. اطلع عليه بتاريخ 2025-01-03.
3. 1 2 3  Francis, John Michael, ed. (2006). "Columbian Exchange—Livestock". Iberia and the Americas [3 Volumes]: Culture, Politics, and History. Iberia and the Americas: Culture, Politics, and History: a Multidisciplinary Encyclopedia (بالإنجليزية). ABC-CLIO. pp. 303–308. ISBN:978-1-85109-421-9. Archived from the original on 2023-10-16. Retrieved 2025-02-20.
4. 1 2 3 4 5  Crosby، Alfred W. (ديسمبر 2001). "The Columbian Exchange: Plants, Animals, and Disease between the Old and New Worlds". National Humanities Center.
5. 1 2  "Food For The Palate; Food For The Soul: A taste of Jamaica". Visit Jamaica/Jamaica Tourist Board. اطلع عليه بتاريخ 2025-01-05.
6. 1 2  Chambers، Glenn Anthony (2010). Race, Nation, and West Indian Immigration to Honduras, 1890–1940. Baton Rouge: Louisiana State University Press. ISBN:978-0-8071-3557-0.
7. 1 2  Murchie, Anita Gregorio (1981). Imported Spices: A Study of Anglo-American Settlers in Costa Rica, 1821-1900 (بالإنجليزية). Ministry of Culture, Youth and Sports, Department of Publications.
8. 1 2  "Colón Man and the Panama Experience". National Library of Jamaica Digital Collection. اطلع عليه بتاريخ 2024-12-13.
9. ↑  Jiménez، Patricia Vega (29 أبريل 2025). "El Gallo Pinto Afro-Caribbean Rice and Beans Conquer the Costa Rican National Cuisine". DOI:10.2752/175174412X13233545145228.
10. ↑  "Jamaica Observer: Colombian Ambassdor to Jamaica-More than 200 years of friendship" (PDF). Embajada de Colombia de Jamaica. 5 أغسطس 2022. مؤرشف من الأصل (PDF) في 2024-06-16. اطلع عليه بتاريخ 2024-12-17.
11. ↑  "The Heart of Costa Rica's Afro-Caribbean Heritage Lives in Jamaica Town". 29 ديسمبر 2023. اطلع عليه بتاريخ 2024-12-13.
12. ↑  Martin Jamieson (24 نوفمبر 2011). "Culinary Caribbean English Lexicon in Panamanian Spanish". ص. 173–189. اطلع عليه بتاريخ 2024-12-13.
13. ↑  "Jamaica: From Diverse Beginning to Diaspora in the Developed World". 16 يونيو 2010.
14. ↑  Palmer، Ransford W. (1974). "A Decade of West Indian Migration to the United States, 1962-1972: An Economic Analysis". Social and Economic Studies. ج. 23 ع. 4: 571–587. JSTOR:27861531.
15. ↑  "Farmworkers depart for Canada in 59th year of programme". Jamaica Gleaner. 4 يناير 2025. اطلع عليه بتاريخ 2025-01-04.
16. ↑  Vaughn Stafford Gray (يناير 2023). "Dukunoo: a recipe of ingenuity / Cookup". اطلع عليه بتاريخ 2025-01-04.
17. 1 2 3 4 5 6 7 8 9 10 11 12 13 14 15 16 17 18 19 20 21 22 23 24 25 26 27 28  "Culinary Heritage:Our Rich Food Heritage". Jamaica55.gov.jm. 7 يونيو 2017.
18. ↑  "Jamaica: The Scotch bonnet's journey from the Orinoco River Valley to the jerk pit by Bill Esparza" (بالإنجليزية). 16 Aug 2017. Retrieved 2024-11-15.
19. 1 2  Reynoso-García, J.; Santiago-Rodriguez, T. M.; Narganes-Storde, Y.; Cano, R. J.; Toranzos, G. A. (11 Oct 2023). "Edible flora in pre-Columbian Caribbean coprolites: Expected and unexpected data". PLOS ONE (بالإنجليزية). 18 (10): e0292077. Bibcode:2023PLoSO..1892077R. DOI:10.1371/journal.pone.0292077. PMC:10566737. PMID:37819893.
20. ↑  Pearman، Georgina (2005). Prance، Ghillean؛ Nesbitt، Mark (المحررون). The Cultural History of Plants. Routledge. ص. 143–144. ISBN:0-415-92746-3.
21. ↑  "Smithsonian: Who Were the Taíno, the Original Inhabitants of Columbus' Island Colonies?". 5 أكتوبر 2011. اطلع عليه بتاريخ 2024-11-17.
22. ↑  Eveleth، Rose. "Chocolate Milk Was Invented in Jamaica". اطلع عليه بتاريخ 2017-01-12.
23. ↑  Lesley-Gail Atkinson (2010). "Taíno Influence on Jamaican Folk traditions" (PDF). Jamaica National Heritage Trust. اطلع عليه بتاريخ 2025-01-04.
24. 1 2 3 4  "The art of processing cassava". Jamaica Gleaner. 2 يونيو 2013. مؤرشف من الأصل في 2025-01-12. اطلع عليه بتاريخ 2025-01-07.
25. 1 2  Bernadette Pamplin (30 يوليو 2021). "Jamaican Rum". Spirits Beacon. اطلع عليه بتاريخ 2025-01-05.
26. 1 2 3  "Portuguese Jews of Jamaica". jewishmuseum.org.uk (بالإنجليزية). 13 Oct 2020. Retrieved 2024-11-15.
27. 1 2 3 4 5 6  "Pieces of the Past- Out Of Many Cultures: The People Who Came - The Jews In Jamaica". old.jamaica-gleaner.com (بالإنجليزية). 3 Aug 2003. Retrieved 2024-11-15.
28. 1 2 3 4  Taylor & Francis, Ltd. (1967). "The Jews of Jamaica: A Historical View Vol. 13, No. 1". Caribbean Quarterly: 46–53. JSTOR:40653010. مؤرشف من الأصل في 2025-02-20.
29. 1 2  West, Jean M."Rice and Slavery". مؤرشف من الأصل في 2007-01-01. اطلع عليه بتاريخ 2024-12-10.{{استشهاد ويب}}:  صيانة الاستشهاد: مسار غير صالح (link)
30. ↑  Carney, Judith A. (30 Apr 2001). Black Rice: The African Origins of Rice Cultivation in the Americas (بالإنجليزية). Cambridge, Mass. London: Harvard University Press. ISBN:978-0-674-00452-8.
31. ↑  Patricia Henderson (29 أكتوبر 2023). "Pigeon Pea (Cajanus cajan)". Colorado State University=December 11, 2024. مؤرشف من الأصل في 2025-02-16.
32. ↑  "'Marginal' meats in the diet". Jamaica Gleaner. 24 سبتمبر 2003. اطلع عليه بتاريخ 2025-01-03.
33. ↑  Tortello، Rebecca (7 فبراير 2009). "Sweet & dandy - The history of Jamaican sweets". Jamaica Gleaner. اطلع عليه بتاريخ 2025-01-04.
34. ↑  "A Dictionary of Ghanaian English" (PDF) (بالإنجليزية). 12 Jan 2006. Retrieved 2024-12-10.
35. ↑  Richard Allsopp (1996). Dictionary of Caribbean English Usage, Kingston, Jamaica: University of the West Indies Press. University of the West Indies Press. ص. 275. ISBN:978-976-640-145-0. اطلع عليه بتاريخ 2024-12-11.
36. ↑  "Pieces to the Past: The Arrival of the Irish" (بالإنجليزية). Retrieved 2024-11-15.
37. ↑  Glasse، Hannah (1774). The Art of Cookery (ط. 1774). Printed for W. Strahan, J. and F. Rivington, J. Hinton. ص. 285.
38. ↑  Raffald، Elizabeth (1769). The experienced English housekeeper. Manchester : J. Harrop for the author, etc. ص. 261.
39. ↑  Hill، Amelia (19 أغسطس 2007). "How Friday saved the Sunday roast". The Guardian. London. اطلع عليه بتاريخ 2025-01-05.
40. ↑  Michael Sletcher، المحرر (2004). The Greenwood Encyclopedia of American Regional Cultures: New England. London: Greenwood Press. ص. 233–235.
41. ↑  Alana Loftus (13 ديسمبر 2023). "Irish moss is a key ingredient in this popular drink". Irish Star. مؤرشف من الأصل في 2024-07-19. اطلع عليه بتاريخ 2025-01-05.
42. ↑  Adrian Miller (13 أكتوبر 2020). "The surprising origin of fried chicken". BBC. مؤرشف من الأصل في 2025-02-07. اطلع عليه بتاريخ 2025-01-05.
43. ↑  Bamforth, Charles (2009). Beer: Tap into the Art and Science of Brewing. Oxford University Press. p. 65. (ردمك 978-0195305425)
44. ↑  Lewis، Michael (2017). Stout (Classic Beer Style). Brewers Publications. ISBN:9781938469435. مؤرشف من الأصل في 2024-02-19.
45. ↑  "The Popular Origins of Caribbean Stout". Craft Beer & Brewing. 14 مارس 2021. اطلع عليه بتاريخ 2025-01-05.
46. ↑  "Our History". Belize Ministry of Foreign Affairs and Foreign Trade. اطلع عليه بتاريخ 2024-12-14.
47. ↑  "Creoles in Nicaragua". اطلع عليه بتاريخ 2024-12-13.
48. 1 2 3 4  "Out Of Many Cultures The People Who Came The Arrival Of The Indians". Jamaica Gleaner. مؤرشف من الأصل في 2025-01-15. اطلع عليه بتاريخ 2025-01-06.
49. 1 2 3  "Rungsung Masakui (Indian High Commissioner): Let's celebrate our people". Jamaica Gleaner. 25 مارس 2023. مؤرشف من الأصل في 2025-01-15. اطلع عليه بتاريخ 2025-01-06.
50. 1 2  "Pieces to the Past: The Arrival of the Chinese" (بالإنجليزية). Retrieved 2024-11-15.
51. ↑  "Pieces to the Past: The Arrival of the Germans" (بالإنجليزية). Retrieved 2024-11-15.
52. ↑  "Atlantic Islands, Migrants from by Roberta M. Delson" (بالإنجليزية). Retrieved 2024-11-15.
53. 1 2 3 4  "175 years of Indians in Jamaica". Jamaica Observer. 17 مايو 2020. مؤرشف من الأصل في 2025-01-14. اطلع عليه بتاريخ 2025-01-06.
54. 1 2 3  "Celebration of Indian-ness in Jamaica". Jamaica Gleaner. 1 سبتمبر 2017. مؤرشف من الأصل في 2025-01-06. اطلع عليه بتاريخ 2025-01-06.
55. ↑  "Come enjoy authentic Indian food". Jamaica Gleaner. 25 أكتوبر 2012. مؤرشف من الأصل في 2025-02-20. اطلع عليه بتاريخ 2025-01-06.
56. 1 2 3 4 5 6 7 8  "Sweet and savoury - the beloved Chinese-Jamaican food". Jamaica Gleaner. 3 يوليو 2011. اطلع عليه بتاريخ 2025-01-04.
57. ↑  Bigley، J. (2014). Kingston, Negril and Jamaica's South Coast. Hunter Travel. Hunter Publishing, Incorporated. ص. 50. ISBN:978-1-58843-789-1. اطلع عليه بتاريخ 2017-01-29.
58. ↑  "Mahua: the Tianjin Treat". The World of Chinese. 16 فبراير 2016. مؤرشف من الأصل في 2021-06-28. اطلع عليه بتاريخ 2020-11-25.
59. ↑  "Feng Lei : The moon, the cake, and the reunion". Jamaica Gleaner. 21 سبتمبر 2021. اطلع عليه بتاريخ 2025-01-05.
60. ↑  "Four Decades of History-Making Tastee Bites". Jamaica Observer. مؤرشف من الأصل في 2024-12-19.
61. ↑  "From Childhood Dream to Reality". Jamaica Observer (بالإنجليزية). 19 Jul 2019. Retrieved 2024-11-15.
62. ↑  "Confusing Labels: French "Emigrants" and "Prisoners of War" in Jamaica during the Haitian Revolution" (بالإنجليزية). 22 Jul 2023. Retrieved 2024-11-15.
63. ↑  "Portuguese Jews of Jamaica" (بالإنجليزية). 13 Oct 2020. Retrieved 2024-11-15.
64. ↑  "The Jewish Community of Jamaica" (بالإنجليزية). Retrieved 2024-11-15.
65. ↑  Meggan Robinson (2 مارس 2023). "Lobster Thermidor's Conflicting Origin Stories". اطلع عليه بتاريخ 2025-01-04.
66. ↑  "Food:J'can chef bringing local flavours to French pastries". Jamaica Gleaner. 7 مارس 2024. مؤرشف من الأصل في 2025-01-15. اطلع عليه بتاريخ 2025-01-06.
67. 1 2
68. 1 2 3  "French Culinary Education: 7 French Cooking Techniques Chefs Need to Know". The Auguste Escoffier School of Culinary Arts. 17 يونيو 2022. اطلع عليه بتاريخ 2025-01-04.
69. ↑  "19 French knife cuts and chopping techniques". Snippets of Paris. اطلع عليه بتاريخ 2025-01-04.
70. ↑  Marco Storni (11 أكتوبر 2021). "Denis Papin's digester and its eighteenth-century European circulation". The British Journal for the History of Science. Cambridge University Press. ج. 54 ع. 4: 443–463. DOI:10.1017/S0007087421000698. مؤرشف من الأصل في 2024-04-15. اطلع عليه بتاريخ 2025-01-04.
71. ↑  "Pieces of the Past: JAMAICAN COFFEE-"A BEVERAGE OF DISTINCTION"". Jamaica Gleaner. اطلع عليه بتاريخ 2025-01-04.
72. 1 2  "Historical background of coffee in Jamaica". Jamaica Gleaner. 29 سبتمبر 2014. اطلع عليه بتاريخ 2025-01-04.
73. ↑  "History of Jamaica: 18th century and Jamaica's sugar boom". 27 يونيو 2020. اطلع عليه بتاريخ 2025-01-04.
74. 1 2 3 4  "World Jewish Congress: History". اطلع عليه بتاريخ 2024-01-03.
75. 1 2 3  Tortello، Rebecca (6 أكتوبر 2003). "Out Of Many Cultures - The People Who Came - The Arrival Of The Lebanese". jamaica-gleaner.com. مؤرشف من الأصل في 2011-02-10.
76. ↑  Beckford، Mark (23 يوليو 2007). "Fakhouries vouch for peace - Sister and baby brother look to go one-two in St Ann". Jamaica Gleaner. مؤرشف من الأصل في 2010-05-29. اطلع عليه بتاريخ 2012-05-12.
77. ↑  "The Settlement of the Syrians and Lebanese in Jamaica". اطلع عليه بتاريخ 2025-01-04.
78. ↑  Caitlin Scott Hart (27 نوفمبر 2023). "Exploring the Science & History Behind Brittle". اطلع عليه بتاريخ 2025-01-04.
79. ↑  Marks, Gil (17 Nov 2010). Encyclopedia of Jewish Food (بالإنجليزية). HMH. ISBN:978-0-544-18631-6. Archived from the original on 2024-02-07.
80. 1 2 3 4 5  "Jamaican food:From Taino to Rasta". Jamaica Gleaner. 1 أغسطس 2009. اطلع عليه بتاريخ 2025-01-03.

## الطعام الجامايكي في الخارج

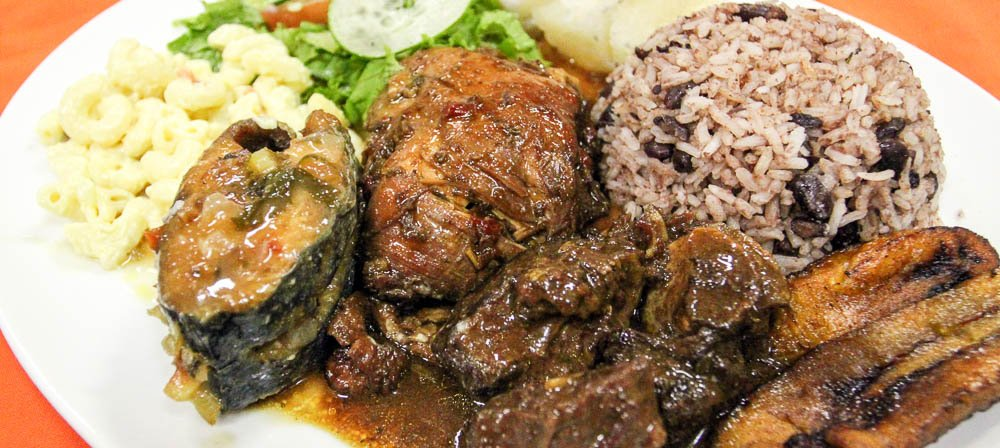
عشاء كوستاريكي من بويرتو ليمون (منطقة ينحدر منها أصول جامايكية).

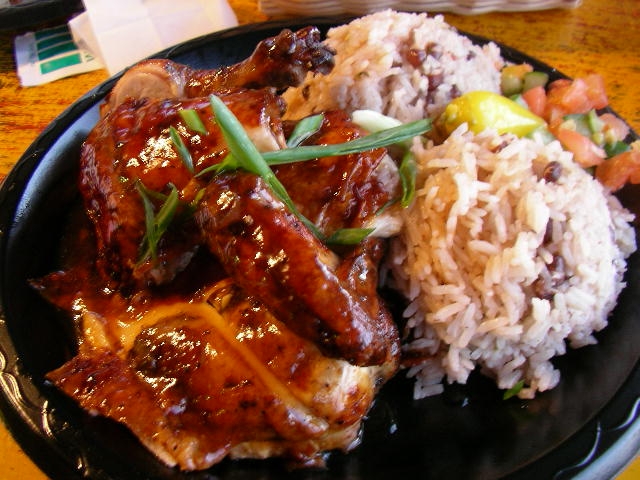
طعام جامايكي - دجاج جيرك يقدم مع الأرز والبازلاء في غوام.

يتوفر المطبخ الجامايكي في جميع أنحاء أمريكا الشمالية والمملكة المتحدة وأماكن أخرى بها عدد كبير من السكان الجامايكيين أو أحفادهم، مثل أمريكا الوسطى الساحلية ومنطقة البحر الكاريبي. يمكن العثور على الطعام الجامايكي في مناطق أخرى، وغالبًا ما تظهر الأطباق الشعبية في قوائم المطاعم غير الجامايكية. في الولايات المتحدة، يوجد عدد كبير من المطاعم في جميع أنحاء أحياء نيويورك، وأتلانتا، وويست بالم بيتش، وفورت لودرديل، وواشنطن العاصمة، وفيلادلفيا، وغيرها من المناطق الحضرية. وفي كندا، يمكن العثور على المطاعم الجامايكية في منطقة تورنتو الحضرية، وكذلك في فانكوفر، ومونتريال، وأوتاوا.
Golden Krust Caribbean Bakery &amp; Grill عبارة عن سلسلة مكونة من حوالي 120 مطعمًا حاصلًا على امتياز في جميع أنحاء الولايات المتحدة، والتي تبيع الفطائر الجامايكية والكعك والخبز وغيرها من الأطباق الجامايكية الشهيرة. كما يقومون أيضًا بتزويد العديد من المؤسسات في نيويورك بالطعام. Juicy Patties، إحدى شركات الفطائر الأولى التي تأسست في جامايكا، توسعت أيضًا إلى مناطق أخرى.

## مطابخ أخرى في جامايكا

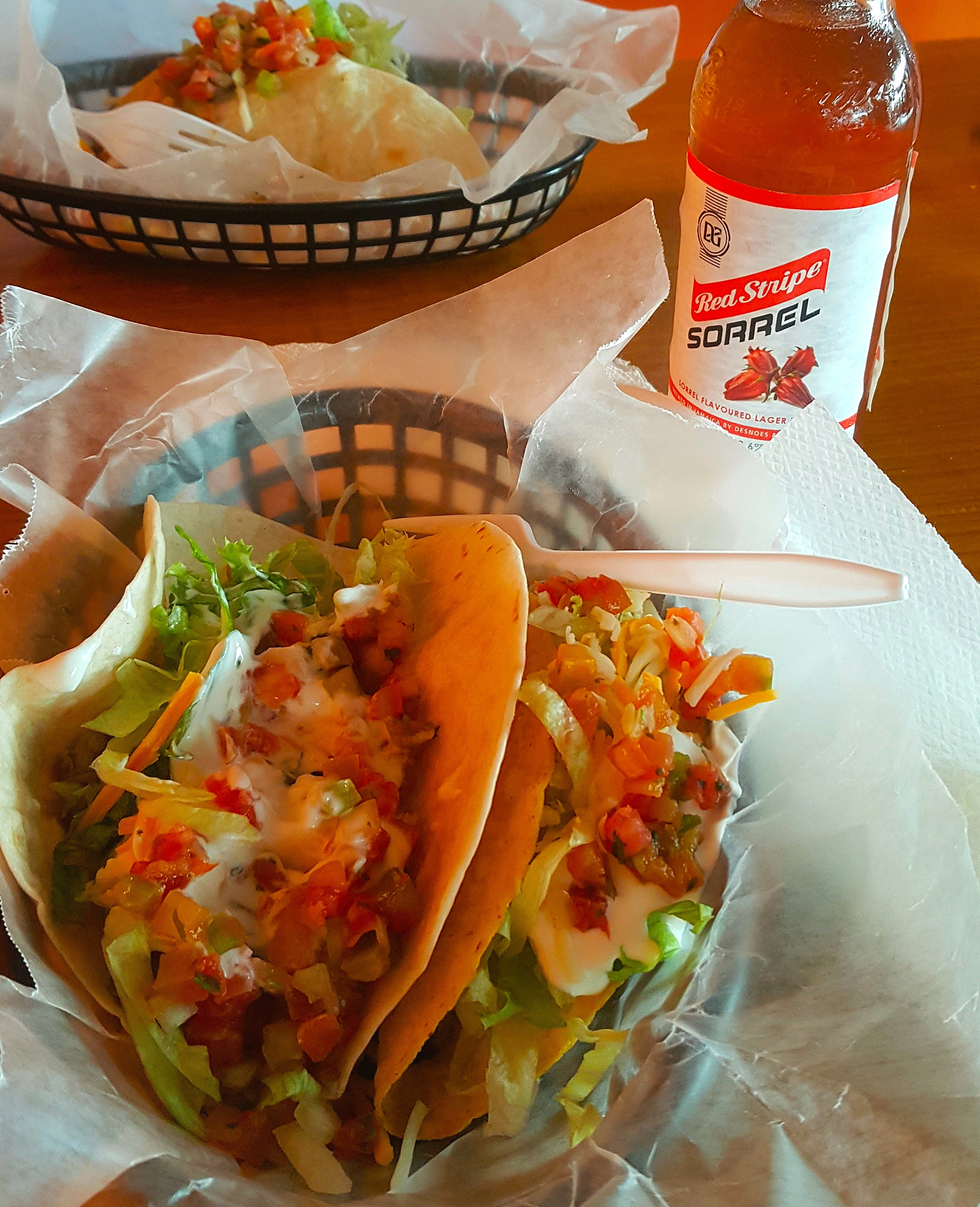
تاكو الدجاج المتبل في جامايكا

قدمت المأكولات العالمية ودمجت مع المطبخ الجامايكي، بسبب موجات الهجرة من أجزاء أخرى من العالم، والسياحة، ونمو صناعة المطاعم والفنادق، وإنشاء الشركات (بما في ذلك المطاعم) من قبل الأجانب في جامايكا، وتعرض السكان المحليين والشتات، وخاصة الطهاة الجامايكيين، لفن الطهي والممارسات الطهوية العالمية. على هذا النحو، يمكن العثور على مطابخ أخرى مثل المطابخ اللاتينية واليابانية والكورية والتايلاندية والإيطالية واليونانية والفرنسية والإسبانية والمتوسطية والأمريكية في جامايكا. من الشائع العثور على مطاعم اندماجية في جميع أنحاء الجزيرة تقدم مزيجًا من الأطعمة والمشروبات الجامايكية مع أطباق من مطابخ أخرى. تعد مجموعة متنوعة من الأطباق المدمجة في الجزيرة، وخاصة في المطاعم والفنادق، مثل التاكو على الطريقة الجامايكية، والتاباس، والطعام الجنوبي، والمعكرونة، والبيتزا، والكالزون (يسمى "فطيرة البيتزا")، والتوستادا، والبانيني، والبرغر، والكويساديلا، والسلطات، والكريب، والوافلز، والفطائر الإيطالية، والكوكتيلات، والحلويات ومجموعة متنوعة من الأطباق العالمية اللذيذة.